# シュマレンベルク
シュマレンベルク (ドイツ語: Schmallenberg, ドイツ語発音: [ˈʃmalənbɛrk])は、ドイツ連邦共和国ノルトライン＝ヴェストファーレン州アルンスベルク行政管区のホーホザウアーラント郡に属す市である。303平方キロメートルの面積を持つこの都市は、同州で最も広い郡所属市であり、ドイツでも面積最大級の都市の1つである。
レネ川沿いのこの交易都市は、中世にはハンザ同盟の加盟都市であった。中心部に15世紀に創設された織布業者がこれを支えていた。400年後、この街は靴下類を中心として、ザウアーラントの繊維産業の中心地となった。このためシュマレンベルクは「シュトルンプフシュタット」（靴下の街）というニックネームを付けられた。現在は繊維産業の他に、工業や手工業の中小企業がこの街を担っている。森や山の豊かな土地であることから、林業や観光業も特に重要な産業となっている。
現在の市の構造は、1975年の市町村再編による。当時のフレーデブルク市とシュマレンベルク市および一連の町村が、新たな市として統合された。この市町村再編以前は、シュマレンベルクはメシェデ郡に属していた。

## 地理

### 位置

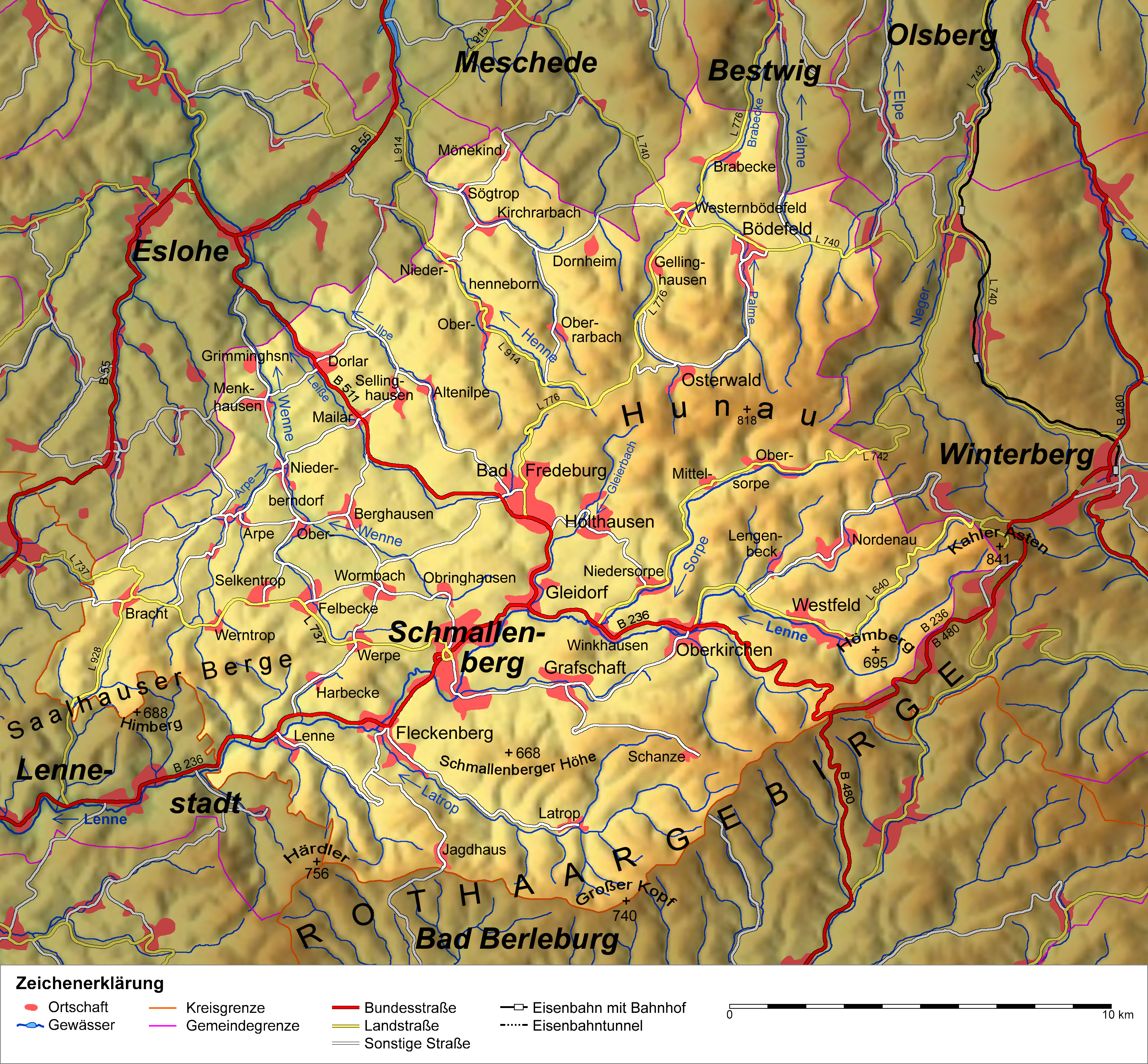
シュマレンベルクの地形図。明るくなっている部分が市域にあたる。

シュマレンベルク市は、郡庁所在地メシェデの南、ホーザウアーラント郡の南の郡境に面している。シュマレンベルクの典型的な中低山地地形は、南はロタール山地の主脈、南西はザールハウザー山、北東はフーナウの山並によって特徴付けられる。
ロタール山地の主脈は、南の市境にあるカーレン・アステンから伸びている。高さ 840.7 m の山頂は、市境から約 200 m 東のヴィンターベルク市内に位置している。やはりヴィンターベルク市内に位置するカーレン・アステンから、シュマレンベルク市内で最も大きな川であるレネ川が湧出する。海抜 831 m の市内最高地点もカーレン・アステンにある。ロタール山地の主脈はライン＝ヴェーザー分水帯を形成している。水は、主脈の北側ではレネ川やルール川を経由してライン川に、南側ではエーダー川やフルダ川を経由してヴェーザー川に流れ込む。ロタール山地の主脈には、ヘムベルク (695.4 m)、エネスト (690.5 m)、アルブレヒツベルク (770 m)、ザウコプフ (715.4 m)、グローサー・コプフ (740.3 m) といった市内の高い山が含まれる。シュマレンベルクの南には、レネ地区とラトロプ地区との間にシュマレンベルガーヘーエ (668.2 m) がそびえている。
レネ川は、ロタール山地の主脈の北側の市域を約 29.8 km にわたっておおむね西向きに流れている。この川には両岸から多くの小川が注いでいる。市内を流れるレネ川の主な支流には、シュヴァルツェス・ジーペン川 (5.1 km)、ネッセルバッハ川 (7.4 km)、ゾルペ川 (10.3 km)、グライアーバッハ川 (7.1 km)、グラーフシャフト川 (6.4 km)、ラトロプ川 (11.0 km)、エントロプ川 (5.8 km) がある。レネ川は、フンデゾッセンの南西、海抜 324 m の地点からシュマレンベルクの市域を離れる。
市の西部には、レネ川の北側にザールハウザー・ベルゲの東の支脈が位置している。これに含まれる、ヒュルスベルク (660.9 m)、アウアーガング (684.1 m)、エーゼンベルク (678.7 m)、ホーエン・ハーゲン (642.2 m) といった山の上をフーナウから市内に伸びるルール＝レネ分水帯が通っている。この分水帯の北側の市域で湧出する、ヴェネ川 (31.1 km)、ヘネ川 (22.5 km)、ヴァルメ川 (19.7 km)、エルペ川 (18.7 km) は北に向かい、直接ルール川に合流する。バート・フレーデブルク近郊で湧出するヴェネ川支流のライセ川 (13.9 km) は、海抜 318 m で市境を越える。これが本市の最低地点である。
州指定のルフトクアオルト（空気の清浄な保養地）となっている市の南部は、ザウアーラント＝ロタール山地自然公園に含まれる。

### 地質学
シュマレンベルク周辺の岩は、主にデボン紀前期から中期に形成された。石炭紀前期の終わり頃の岩は、アッテンドルンやエルスペ地区の南西に位置するアッテンドルン＝エルスパー盆地に広がっている。レネ川南側の堆積物は、やはりデボン紀前期のものである。グラーフシャフター・バッハ川やレネ川の谷筋、フレッケンベルクのやや上流側は、デボン紀中期の岩石で形成されている。

#### 地質学的推移
デボン紀にこの辺りは、広大な海「レノヘルツィニクム」（「レノヘルツィニシェ地域帯」とも呼ばれる）に覆われており、ザウアーラントの北側にあたる後のライン・シーファー山地もその中に含まれていた。石炭紀後期にヴァリスカン造山運動の圧倒的なエネルギーが、元々水平だった岩層を褶曲させた。岩層には、褶曲中、褶曲後の地質学的擾乱が刻み込まれた。褶曲した山地は地質学的時間で急速に風化によって再び平らに均され、長年の間に、わずかに波打つ丘陵状の平地となった。
約100万年前、現在のシーファー山地の地域は再び隆起し、川がこれを刻み、現在の中低山地が形成された。川や寒気による侵食と風化が現在の表層構造を形成した。川は柔らかい岩に谷を形成した。明白な山頂と急峻な斜面が形成され、西のヴィルツェンベルクから始まり東のアルテンベルク地域に至る尾根が完成した。

#### 岩石
「シーファー山地」という名称から、ライン・シーファー山地と特に多くの、あるいはほとんどすべてが粘板岩 (ドイツ語: Schiefer、スレート) で形成されていると思われがちであるが、この岩は限局的に存在するだけである。薄層化した砂混じりの粘土岩、砂岩、硬砂岩、珪岩、石灰岩、粘板岩が最も多い岩石である。スレート屋根の材料など、建築資材として使用されることのある粘板岩は、限られた地域でのみ生産されていた。シュマレンベルク周辺地域では、粘板岩は砂岩と並んで優位な岩石であった。1930年代にレネ川上流域の谷を調査した地質学者ヨハネス・ヴォルブルクは、大きな粘板岩鉱脈を、シュマレンベルガー・シーファー、フレーデンブルガー・シーファー、ロベーケ層、ヴィルツェンベルク層、およびベルクハウゼン - ハイミングハウゼン - フレーデブルク - レージーペン・ラインの5つの層に細分した。シュマレンベルガー・シーファー内の研究で、彼は特に腕足動物を発見し、発見地にちなんで Leptostrophia schmallenbergensis と名付けた。
ザウアーラントの一部は、デボン紀に幾度も起きた火山活動によって、多くの段階を経て形成された。例えば、ザールハウゼン近郊のリンスライフェルゼンやビルシュタインのブルクフェルゼンはデボン紀初期の火山岩である。様々な厚さの火山性凝灰岩の層がレネ地区までのレネ川両岸に分布しており、ヴェルントロプ南東のミルヒェンバッハ近郊のレネ川南岸やヤクトハウス集落近くのグローサー・ハイトコプフからシャンツェ集落の近くにまで伸びている。最も古い角斑岩＝凝灰岩層は最大 25 m の厚さがあるが、ヴィンクハウゼン、ニーダーゾルペ、オーバーキルヒェン、レンゲンベックで見られる比較的新しいものは主に緑色がかった、あるいはベージュ色がかった稠密な岩石で、しばしば数 cm、例外的に 2 m 程度の厚さしかない。
デボン紀の岩は、衝上断層と横向きの擾乱によって形成された限局的褶曲と大きな褶曲をなしている。この地域で主に産出される粘岩は、石炭紀の造山運動によって粘板岩に変化し、砂岩や珪岩のような硬い岩石に多かれ少なかれよく発達した亀裂を生じさせた。
レナ川上流域のザウアーラントは、北西から南東に向かって構造上3つの大きな区画に分けられる: ラトロプ＝チュシェナー鞍部、アッテンロルン＝エルスパー二重盆地、ジーガーラント主要鞍部北東端である。シュマレンベルク市内にはいくつかの特殊鞍部や盆地が形成されており、その褶曲軸は東から北東向きに扇状に広がっている。

### 市域の広がり
シュマレンベルクの市域は、南北は北のフォルスト・ブラベッケからラトロプの南ロタール山地主脈のグローサー・コプフ付近まで約 22 km、東西はザールハウザー・ベルゲンのヘベッケ近郊の市境からカーレン・アステンまで約 25 km である。
| 土地利用種別面積 | 農業用地 | 森林   | 宅地、空地 産業用地 | 交通用地 | 水域  | レジャー地 墓地 | その他 |
| ---------------- | -------- | ------ | ------------------- | -------- | ----- | --------------- | ------ |
| 面積 (km2)       | 91.25    | 176.75 | 11.35               | 19.97    | 1.49  | 2.05            | 0.24   |
| 占有率           | 30.1 %   | 58.3 % | 3.7 %               | 6.6 %    | 0.5 % | 0.7 %           | 0.1 %  |

中世には多く数の集落が存在したものの、やがて廃村となった。

### 隣接する市町村
シュマレンベルク市はホーホザウアーラント郡南部に位置する。同郡内の隣接する市町村は、北西のエスローエ (ザウアーラント)、北のメシェデおよびベストヴィヒ、東のヴィンターベルクである。シュマレンベルクの南にはジーゲン＝ヴィトゲンシュタイン郡のバート・ベルレブルク、南西にはオルペ郡のレネシュタットが位置している。

### 市の構成
市町村再編以降、様々な広さの83集落がシュマレンベルク市に属している。この街を第1居住地として届け出ている人口 25,299人中（2013年12月31日現在）、約1/4の6,119人が中核地区に、約1/6の3,866人がバート・フレーデブルク地区に住んでいる。その他9つの地区が500人から1,600人、45地区が100人以下である。
基本条例によれば、本市は22の番号付けされた管区（ベツィルク）に分けられる。これらのベツィルクはほとんどが旧市町村またはその一部である。シュマレンベルク管区には、北部のヴォルムバッハの一部を含み、南部ではヴァイトマンスルーがフレッケンベルク管区に含まれる。アルテンホーフ（旧ヴォルムバッハ町）はバート・フレーデブルク管区に、メンクハウゼン（旧ベルクハウゼン町）はドルラー管区に属す。ベーデフェルト管区には、旧2町村が統合されている。市議会は、6つの都市管区に5つの管区委員会（シュマレンベルク管区、バート・フレーデブルク管区、ベーデフェルト管区、グラーフシャフト管区、オーバーキルヒェン/ヴェストフェルト管区）を設けている。残りの16管区は管区責任者を選出している。

### 気候
シュマレンベルクでは、典型的な中低山地気候が支配的である。気候は、ロタール山地が海洋性気候から大陸性気候への移行部にあたる。夏は、数年ごとに乾燥して暑く最高気温 35 ℃を超えることもあるが、おおむね湿潤で涼しい。冬は、ノルトライン＝ヴェストファーレン州で最も雪の多い地域であり、最低気温は -20 ℃を下回る。
| シュマレンベルクの気候       | シュマレンベルクの気候 | シュマレンベルクの気候 | シュマレンベルクの気候 | シュマレンベルクの気候 | シュマレンベルクの気候 | シュマレンベルクの気候 | シュマレンベルクの気候 | シュマレンベルクの気候 | シュマレンベルクの気候 | シュマレンベルクの気候 | シュマレンベルクの気候 | シュマレンベルクの気候 | シュマレンベルクの気候 |
| 月                           | 1月                    | 2月                    | 3月                    | 4月                    | 5月                    | 6月                    | 7月                    | 8月                    | 9月                    | 10月                   | 11月                   | 12月                   | 年                     |
| ---------------------------- | ---------------------- | ---------------------- | ---------------------- | ---------------------- | ---------------------- | ---------------------- | ---------------------- | ---------------------- | ---------------------- | ---------------------- | ---------------------- | ---------------------- | ---------------------- |
| 日平均気温 °C （°F）         | 0.0 (32)               | 0.5 (32.9)             | 3.4 (38.1)             | 6.5 (43.7)             | 11.3 (52.3)            | 13.8 (56.8)            | 16.0 (60.8)            | 15.8 (60.4)            | 12.3 (54.1)            | 8.1 (46.6)             | 3.4 (38.1)             | 1.2 (34.2)             | 7.69 (45.83)           |
| 降水量 mm （inch）           | 123 (4.84)             | 84 (3.31)              | 103 (4.06)             | 78 (3.07)              | 81 (3.19)              | 98 (3.86)              | 98 (3.86)              | 83 (3.27)              | 95 (3.74)              | 94 (3.7)               | 114 (4.49)             | 130 (5.12)             | 1,181 (46.51)          |
| 出典：Software: Geoklima 2.1 |                        |                        |                        |                        |                        |                        |                        |                        |                        |                        |                        |                        |                        |

1971年から2000年までの年間平均気温は 7.7 ℃である。同じ時期の平均年間降水量は 1181 mm である。市内には、州指定のクナイプ式水浴地、州指定の気候の良いクアオルトと2か所の州指定ルフトクアオルトがある。全国的な測候所がヴェステルンベーデフェルトにある。

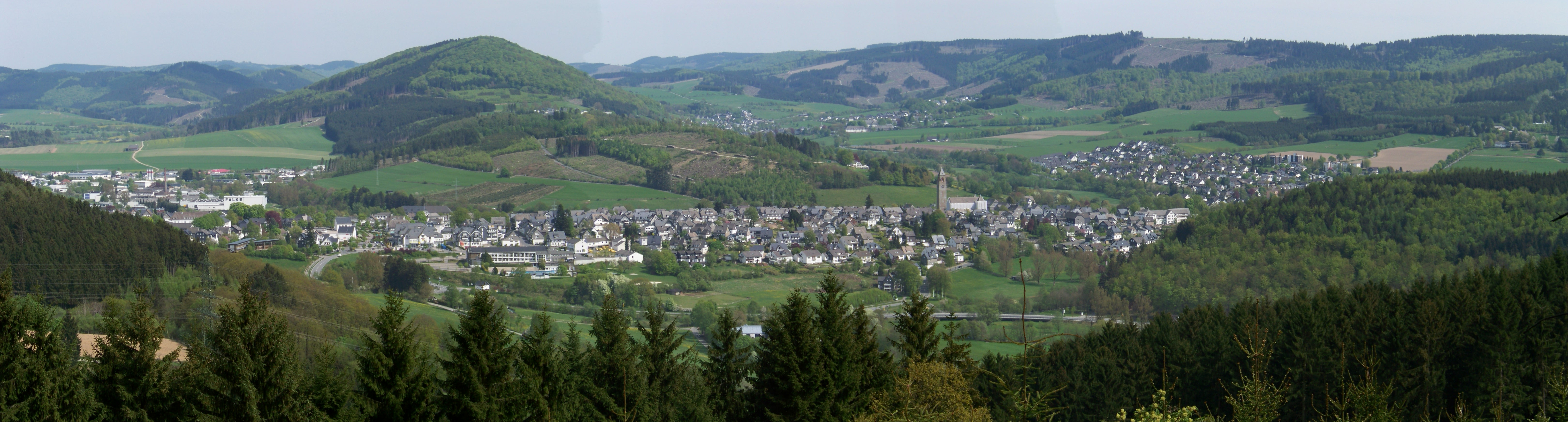
シュマレンベルクのパノラマ写真

## 歴史

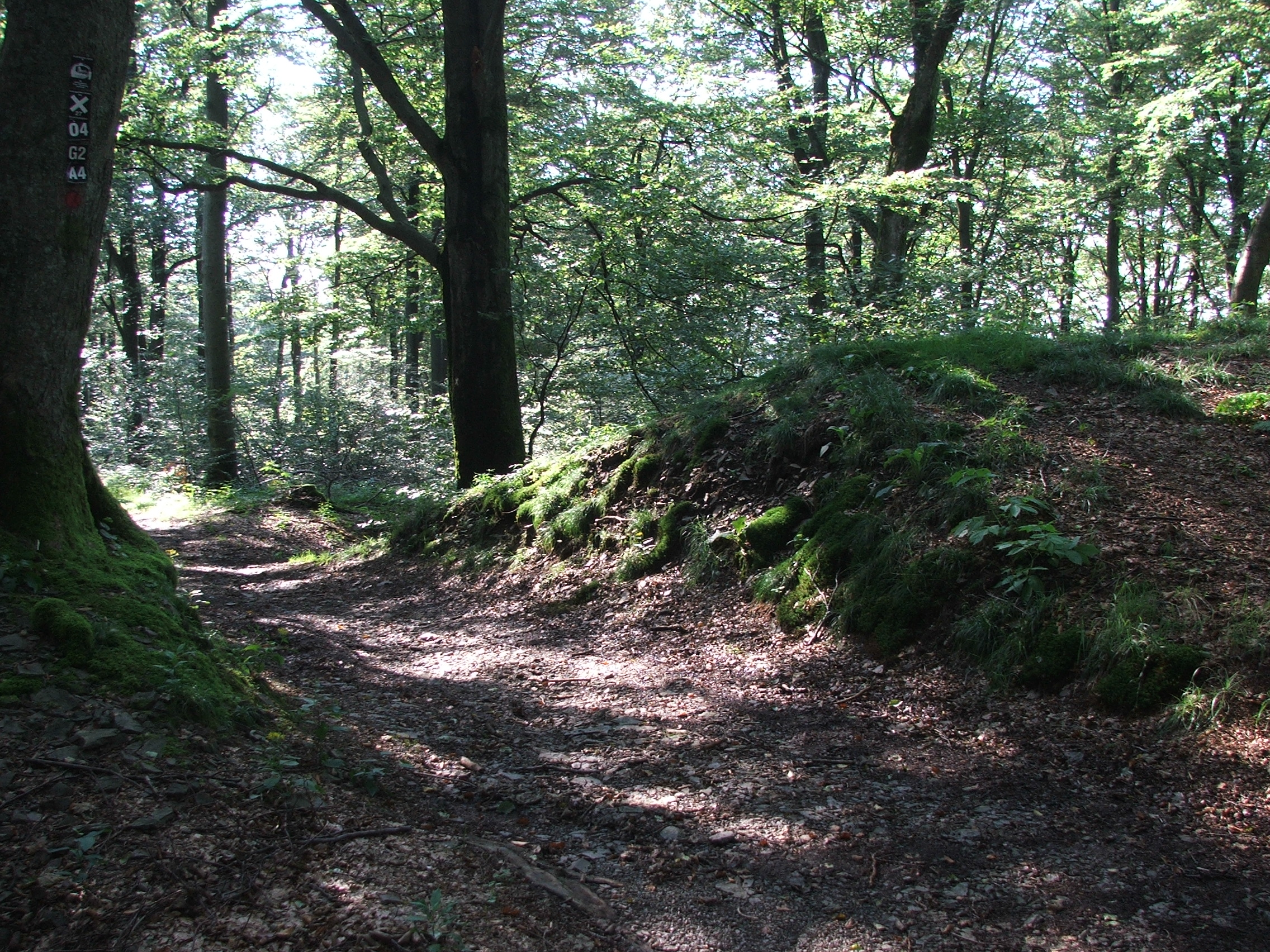
ヴィルツェンベルクの環状土塁の門部分の遺構

ここでは主にシュマレンベルク中核市区の歴史を記述する。
ザウアーラントのシュマレンベルク周辺では2000年以上前から定住が行われており、先史時代の武器出土品やヴィルツェンベルクでは2つの環状土塁の痕跡が見られる。1000年以上前からライプツィヒとケルンとを結ぶ約 500 km の街道がシュマレンベルク市内の多くの集落を通っていた。この街道は、中世にはザウアーラント南部の最も重要な街道であった。

### 始まり
ベネディクト会修道士は、1072年にヴィルツェンベルクの麓にグラーフシャフト修道院を建設した。1200年頃、近くの尾根に、修道院を護り、隣接するアルンスベルク伯に対抗するための小さな ("smale") 城砦が設けられた。現在の街の名前はこの城砦の名称に由来する。この城砦は、1220年頃に建設された教会を持つ集落に何らかのかたちで依拠していたらしい。城砦はケルン大司教に属しており、明らかにグラーフシャフト修道院と一体化していた。ここには初め、コルヴェと呼ばれる城吏ヨハンが起居していた。この城砦にちなんだ城砦に附属する小さな城下町、代官領、グラーフシャフト十分の一税地区の名前は、1228年の立会人の名前アレクサンダー・デ・シュマレンブルク (Alexander de Smalenburg) という形で記録されている。

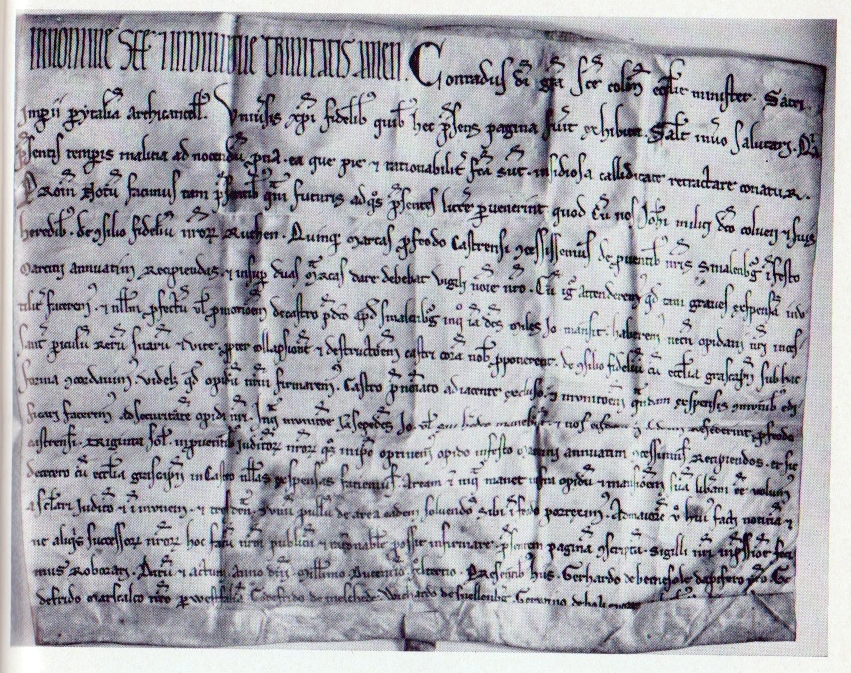
コンラート・フォン・ホーホシュターデンの1244年の文書

ケルン大司教は1244年にグラーフシャフト修道院と周辺集落を防衛するために一体化することを決定した。2つの面で修道院は防衛施設の役割を担った。3方をレネ川に囲まれた尾根上にある立地から、シュマレンベルクは難攻不落と思われた。開かれた北側は、領邦防衛軍によって護られた。北、南、東の3つの門が護られたこの街の入り口であった。城砦は防衛施設の外に存続したが、その機能は失われた。同じ年、ケルン大司教コンラート・フォン・ホーホシュターデンは、ヴェストファーレン公としてシュマレンベルクに都市権を授けた。この時点ですでに城砦はかなり荒廃していたというのが、現在では定説となっている。

### 設立に関する文書
大司教と参事会の証文は1243年に作成された。1243年3月3日という日付は、市の文書にのみ記載されている。当時、ケルン大司教区では、復活祭で年号が変わる制度であった。このため、ケルン式の暦における1243年は、1243年4月12日（復活祭の日曜日）から1244年4月2日（聖土曜日）までであった。この都市文書は、ケルン式の暦を用いており、1244年3月3日を意味している可能性がある。

### 1800年頃までの都市の構造

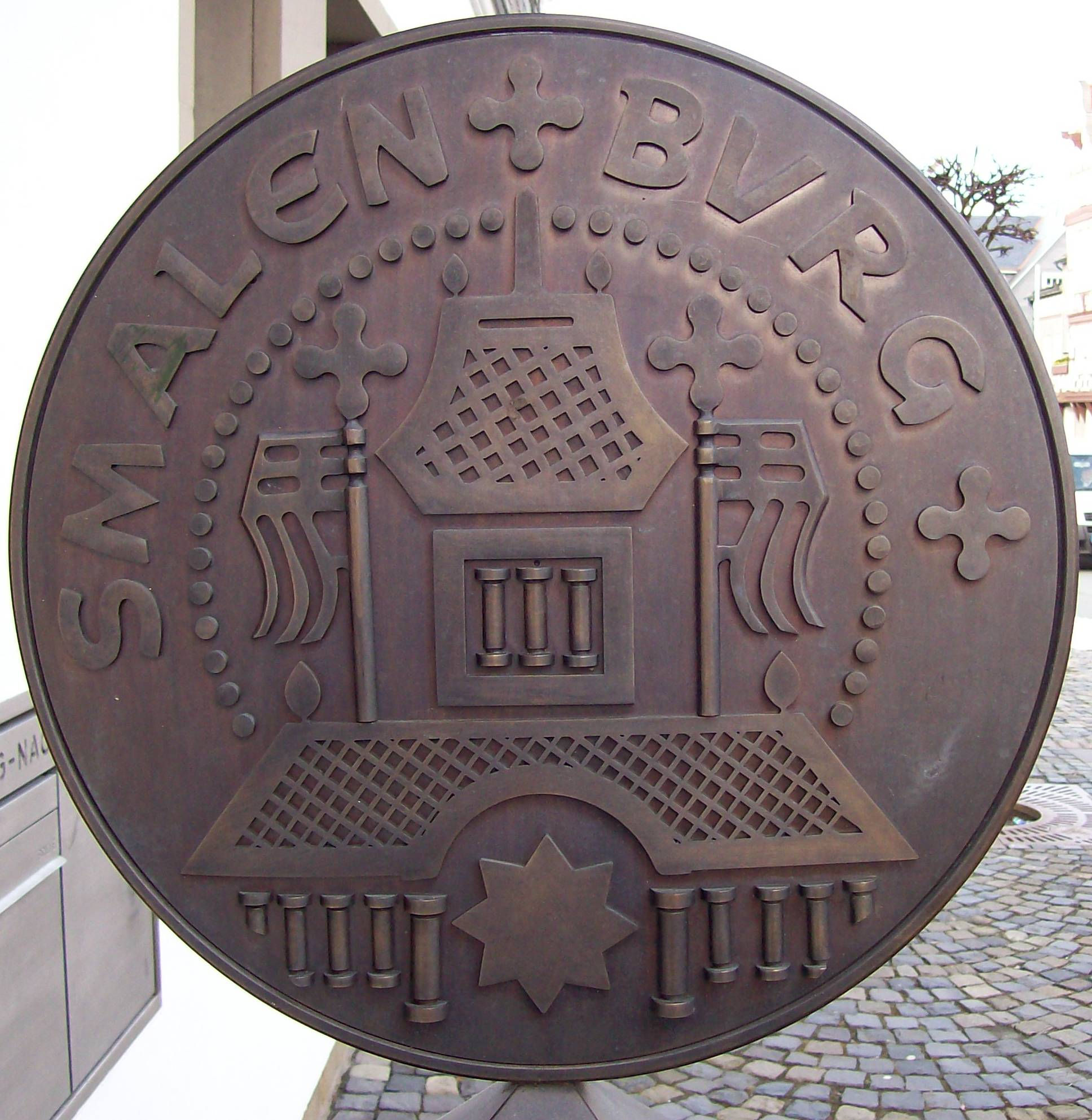
復元・拡大されたシュマレンベルガー・プフェニヒ

この街は防衛施設の他に、市場開催権、独自の裁判権、貨幣鋳造権を有していた。シュマレンベルクの貨幣鋳造はおそらく1244年頃に大司教コンラート・フォン・ホーホシュターデンの下で始まり、大司教ジークフリート・フォン・ヴェスターブルク統治下に終了した。全部で13種類の硬貨（シュマレンベルク・プフェニヒとして知られる）が、シュマレンベルガー貨幣鋳造所で作製された。
シュマレンベルク教区が初めて文献に記録された前年、1261年にグラーフシャフト修道院の修道士がシュマレンベルクで神事を行った。この頃からグラーフシャフト修道院は司祭をシュマレンベルクに置くように努めた。グラーフシャフト修道院は宗教上でも世俗においてもこの街の運営に影響力を行使していたため、その後すぐに対抗者との間で衝突を繰り返した。その結果この街は、司祭座というだけでなく、隣接する森、牧草地、狩猟、漁業に関する権利や、その他類似の請求権を有することとなった。
1427年に大司教ディートリヒ2世フォン・メールスはこの街に特別な権利を授けた。これにより、この街の外にあったゴーの伯の裁判所に市民が拘引される事は許されなくなった。
シュマレンベルクは、商業と手工業の中世都市であった。早くも1273年と1292年にこの街で商売が行われた。この頃多くの鍛冶屋がいたことは明らかである。1416年には、市のヴレンヴェーバーはすでに縮絨用の水車を有していた。1575年にはシュマレンベルクで1年に3回市場が開催された。
中世後期には、数え切れないほどのフェーデによってこの地方は危険な地域になっていた。その結果、シュマレンベルク周辺地域の防衛施設を持たない村落は徐々に人口が減少し、荒廃していった。逃げ出した人々はシュマレンベルクの市壁の保護下に入った。ここに1年と1日住んだ者は市民として認められた。新しい市民は、基本的権利を得た。市域はこの頃大きく拡大した。16世紀の初めに、周辺村落からシュマレンベルクへの流入は遮断された。シュマレンベルク周辺ではこの頃、ペストの最初の流行が起こっていた。1526年には、グライドルフのすべての住民がペストで死亡した。
1608年の大火で24軒の家屋、すなわち街の居住区域の多くの部分が焼失した。洪水の後1682年に、かつての「シュマレン城」の跡地にヴェルトの礼拝堂が建設された。その1年後に、ヴェストファーレン公の課税登録簿にシュマレンベルクで初めてのユダヤ人が登録された。1732年と1746年の2回の都市火災で、古い建物は完全にその犠牲となった。1787年に街の東部の「ヴァッサー門」が取り壊された。1798年8月27日、ケルン大司教マクシミリアンはシュマレンベルク最初の薬局設立を認可した。
市の行政は、市民によって選ばれた参事会の手に握られていた。参事会は、4人のラーツヘル（都市貴族）、2人のレックマン（財務官僚）、2人のゲマインデフォアシュテーエン（住民代表）で構成された。行政上のトップは市長とその代行者（プロコンスル）であった。市長は、法的・政治的権力を有しており、アルンスベルクのヴェストファーレン領邦会議におけるシュマレンベルクの利益を代表するとともに、シュマレンベルクの家臣の上位に位置するレーエン領主でもあった。毎年聖クニベルトの日（11月12日）に参事会と2人のツンフトマイスターによってシュタットオーバーハウプト（市の代表者）が選ばれた。
1789年、1792年、1793年に市長選挙を巡って対立が生じ、暴動が起こり、致命的な結果を伴う血まみれの戦いに発展した。
1307年、シュマレンベルクには120軒の家屋があった。歴史家アルベルト K. ヘムベルクの説によれば、1515年のシュマレンベルクは、アルデンブルーフ、ニーゲシュタット、ルティケ・ヴィルデル、ゲルステン・ヴィルデルンと呼ばれる4つの市区に分けられていた。興隆と衰退、戦争と平和、火災と復興、街の外観の変貌にもかかわらず、街の人口は19世紀になるまで1,000人弱のままであり、数値に大きな変動は見られなかった。1812年に市壁と市門が取り壊され、街は初めて古い建物をわずかに超えて広がっていった。

### 中世から近世
中世のシュマレンベルクは交易都市であり、ハンザ同盟の会員であった。市は、14世紀、防衛のために数多くの平和同盟に参加し、周辺のハレンベルク、メーデバッハ、ヴィンターベルクといった都市と相互防衛協定を締結した。三十年戦争でも危急の際には互いに都市防衛軍を派遣することで切り抜けた。
ゾーストのフェーデの時代、1444年にケルン大司教軍がフレーデブルクを占領した。これによって周辺地域は1人の領主が統治することとなり、シュマレンベルクとフレーデブルクは国の内側に位置することとなり国境の防衛施設としての機能を喪失した。兵器技術の発展により戦争の脅威が高まったことはこの街の安全に不幸な影響をもたらした。ケルン大司教は、他の領主と同じく、戦略上重要な都市にのみ近代的な防衛上の措置を施した。市自体の収入はわずかで、修繕が必要な市門や市壁を十全に改修する事ができなかった。
三十年戦争時、1632年のヘッセン軍によるシュマレンベルクの危機は、スウェーデンの軍事司令官カスパー・フォン・ドルラー・ゲナント・デッカーがこの地に地所を有していたことにより回避された。
シュマレンベルクとのその地区であるアルメルト、アルテンリーペ、アルペ、バート・フレーデブルク、ベーデフェルト、ブラハト、エビングホーフ、ゲリングハウゼン、グラーフシャフト、ハンクスレーデン、ホルトハウゼン、レンゲンベック、メンクハウゼン、ミッテルゾルペ、メーネキント、ニーダーヘネボルン、ニーダーゾルペ、ノルデナウ、オーバーキルヒェン (シュマレンベルク)、オーバーゾルペ、オプリングハウゼン、ゼグトロプ、ヴェストフェルト、およびアステンフェルト（シュマレンベルクの処刑場）といった集落が魔女狩りに関与した。1601年から1671年までに135人が魔女裁判に告発され、121人が処刑または拷問中に死亡した。

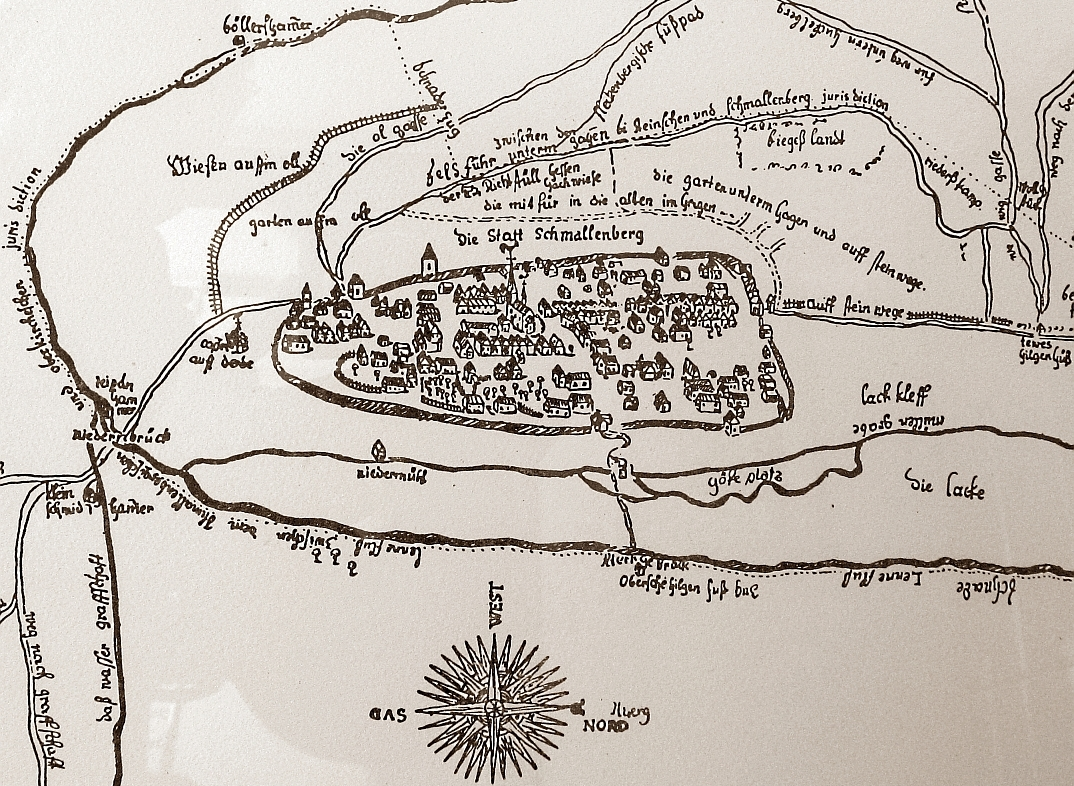
1724年のシュマレンベルク地図

1673年にグラーフシャフト修道院の修道院長ゴットフリート・リヒャルディとシュマレンベルク市民と間で司祭職および市外の司祭領の所有をめぐる争いが起こった。この紛争は、代官のフュルステンベルク男爵ヨハン・アドルフが35人の兵士と見習士官をシュマレンベルクに派遣することで鎮静化した。七年戦争の際、繰り返される兵士の宿営や重税が課されたことでシュマレンベルクの状況は一層悪化した。
1794年以降、同盟戦争がシュマレンベルクの住民に影響を及ぼした。1794年にこの街は6人の新兵を徴兵しなければならなかった。翌年5月、300人のオーストリア兵がこの街に来た。その後シュマレンベルクは、行軍する兵士に食糧や衣類を繰り返し提供しなければならなかった。1797年9月14日から10月31日まで将軍に率いられたフランス軍歩兵隊がシュマレンベルクとアムト・フレーデブルクに宿営した。ナポレオンの精鋭である青騎士は1798年5月8日から8月27日までシュマレンベルクに留まった。その2日後の8月29日には900人のフランス軍歩兵がこの街に1日滞在した。1年後、シュマレンベルクでは30人が結核で死亡した。

### 19世紀初めから第二次世界大戦終結まで

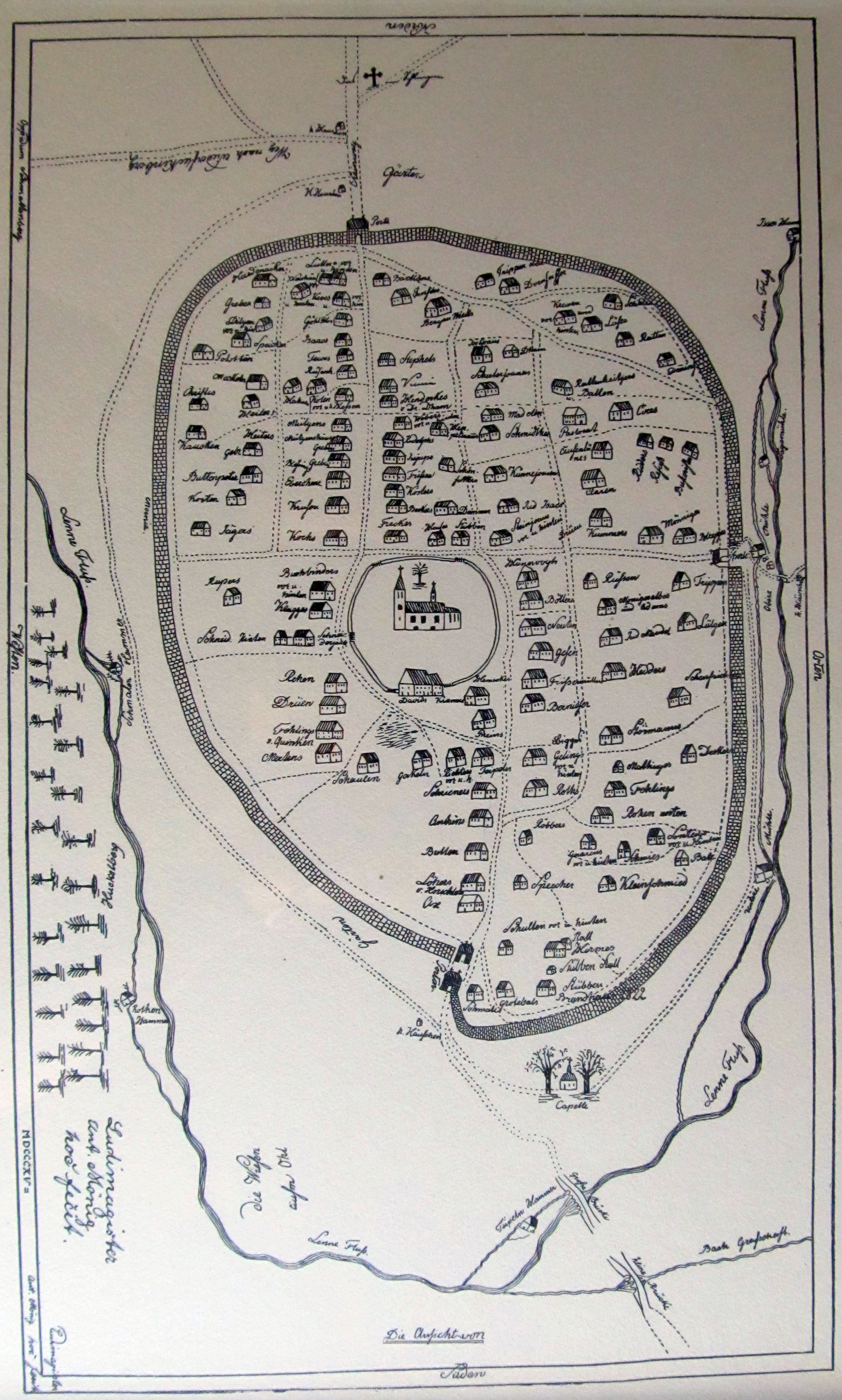
1815年のシュマレンベルクの地図

19世紀の初め、1804年4月26日からフランス軍竜騎兵がシュマレンベルクに数か月間滞在した。1807年9月22日にシュマレンベルク市は、ヴェストファーレン公領の地方再編により、アムト・メーデバッハから分離され、アムト・フレーデブルクに編入された。
解放戦争の間、この街やその周辺に軍隊が何度も宿営した。1803年11月1日、ロシア皇帝軍が市域から横断し、周辺集落のいくつかに宿営した。ロシア皇帝軍の将軍ケルナはその後1813年11月14日に歩兵と騎兵を伴ってシュマレンベルクに入城した。シュマレンベルク住民による饗応の後、彼は同行者とともに移動した。続く数週間にさらなる軍隊の通過があった。1814年2月21日に1,500人を超えるロシア皇帝軍の新兵がこの街に参集した。彼らは他の軍勢が到着するまで2日間この街に留まった。総勢 3,000となった連隊は1814年2月23日にザールハウゼン方面に向かって出発した。1815年にはザクセン 軍の行軍があった。解放戦争末期の1815年6月3日から6月7日に、1,464人の兵士がシュマレンベルクとアムト・フレーデブルクにまたもや宿営した。ナポレオン戦争後、シュマレンベルクを含むヴェストファーレン公領は、1816年にプロイセン領となった。
1822年10月31日の壊滅的な火災によって、115棟の家屋の大部分が焼失した。わずか16軒の住居と教区教会だけが焼け残った。この火災によって、冬のために保存されていた食料や飼料も焼失した。こうした窮地に対して周辺集落の住民たちが最低限の食糧を分け与え、シュマレンベルク住民を救った。提供された食物はブライ（粥）に加工された。この偏った食事によって「ブライベルゲン」（直訳すると「粥腹」）と呼ばれる体型が生じた。この頃シュマレンベルク住民は近隣住民から「De Schmallersken Breybälge」（シュマレンベルクの粥腹）と呼ばれていた。市の中心部にある像がこの事件を物語っている。
この火災の後、シュマレンベルクの計画的復興に伴い、ルートヴィヒ・フォン・ヴィンケの協力の下、街はかなり拡張された。復興はプロイセンの新古典主義様式で行われた。これ以後街の中心部には2本の並行した本通りが設けられ、横道が規則的に両者を結ぶ構造となった。本通りは火災の延焼を防ぐため広く造られた。1825年秋ヴィンケはこの仕事を完了した。後に彼は、合意された適切な計画に従って街の再建がなされたことを非常に喜んでいると、現地の建設委員会に宛てて書き送った。19世紀の地元の生活環境に適合するよう深く配慮された建設計画や、木組み建築とスレート葺きの屋根が創り出す街の景観は、内市街に「歴史的中核部」の称号をもたらした。
1826年にすでに設けられていた書簡の集荷所は、1834年に郵便集配所に拡張された。ヴェストファーレン州で最初の自治体法の発効によって、1841年にアムト・シュマレンベルクが創設された。1842年に現在の連邦道 B236号線にあたる、グライドルフへの道が建設され、1844年にフレッケンベルクまで延長された。同じ年、街の北部の旧国境防塞跡地であった「シュリンゲン」と呼ばれる湿地に公園と牧草地が設けられた。1849年にグラーフシャフトへの道が、1856年にはヴォルムバッハへの道が建設された。1850年以後にシュマレンベルクの繊維産業が興った。1855年6月1日、新たに設立されたシュマレンベルク市貯蓄銀行がオスト通り41番地で営業を開始した。

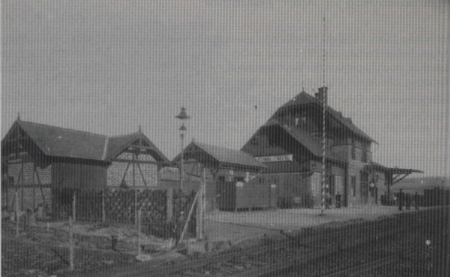
1890年のシュマレンベルク駅

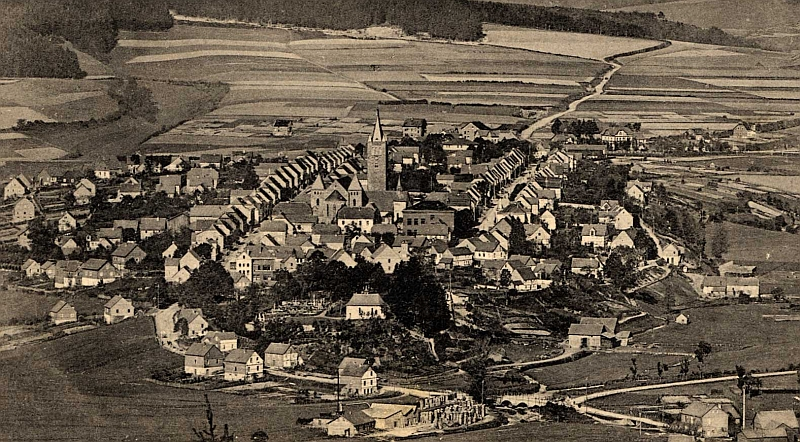
1910年のシュマレンベルク市街

1857年春に猩紅熱が、8月に赤痢が流行した。市の年代記の記録によれば、この2つの疫病で多くの子供が死亡した。同じ年にユダヤ教会は当時のノルト通りにシナゴーグを建設した。1888年にアルテンフンデムへの鉄道路線の駅がシュマレンベルクに設けられた。この路線は1911年にシュマレンベルクからさらにヴェンホルトハウゼンに延伸された。1881年7月16日には、後の郵便局にシュマレンベルクで最初の電話機が設置された。1889年に国民学校が開校した。新しいアムトハウス（アムトの行政府、現在は市庁舎の保護文化財に指定されている部分）が1897年に運用開始された。この建物は第一次世界大戦中に拡張された。
アーヘンの聖堂建築家ヨーゼフ・ブーフクレーマーの設計に基づいて、1905年から1906年に司祭館がネオロマネスク様式で拡張された。1910年ヴェスト通りの建物が市に買い取られ、最初の病院に改築された。

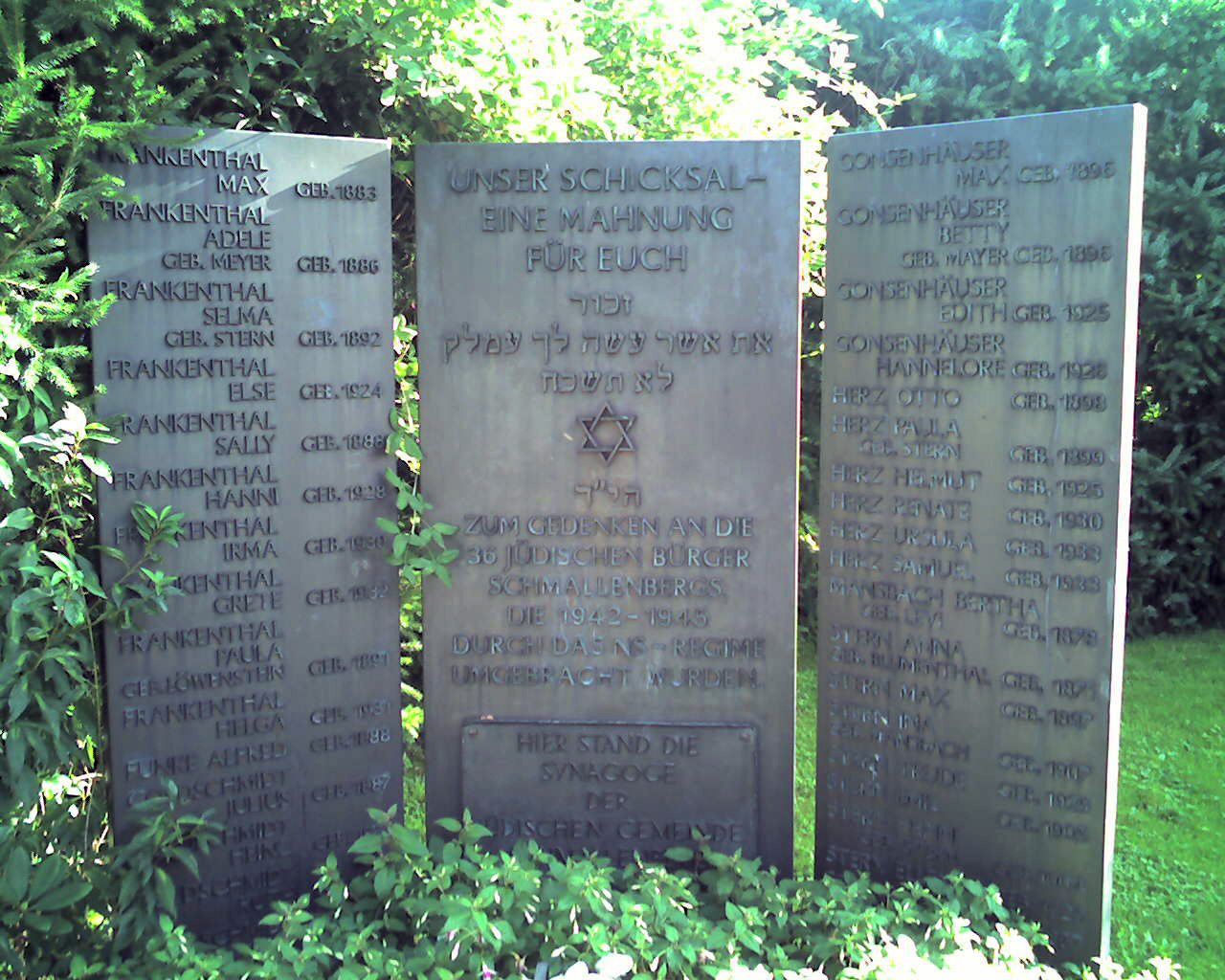
シュマレンベルクのシナゴーグ記念碑

1938年の排斥運動（「水晶の夜」）にシュマレンベルクのシナゴーグは焼失した。現在シナゴーゲン通りの跡地には記念プレートが掲げられている。このプレートはアウシュヴィッツに送致され、シュマレンベルクに生還したドイツのユダヤ教信者ハンス・フランケンタールの主導によって設けられた。シュマレンベルクのユダヤ教信者の家は荒らされ、破壊された。7人のユダヤ人男性が逮捕された。ホロコーストのユダヤ人犠牲者を悼んで、36基のストルパーシュタイン（躓きの石）が設置されている。
シュマレンベルクは、第二次世界大戦中の1945年4月7日、ルール・ポケットの間に、空爆による支援を受けたアメリカ軍第7歩兵師団によってグライドルフやグラーフシャフトに次いで占領された。シュマレンベルク周辺の激しい戦闘で72人のドイツ兵と11人の民間人が死亡した。350人の兵士が捕虜となった。37棟の建物が焼失し、151棟が損傷した。シュマレンベルクへの攻撃は、おそらくアメリカ軍によるものと思われる 32 mm フィルムに記録されている。

### 第二次世界大戦から現代まで
1945年夏に旧ドイツ東部領土から逐われた難民の波がシュマレンベルクに達した。住宅不足と食糧不足が地元住民に大きな負担となった。戦時中すでに324組の家族や個人が爆撃を受けた都市からシュマレンベルクに避難してきていた。これに加えてさらに300組の難民を受け容れなければならなかったのである。
戦後、市の道路状況は極めて劣悪であった。本通りだけが改修された。舗装されていたのは町を通り抜ける連邦道 B236号線とヴェスト通りと、シュッツェン通り、ノルト通り、キルヒ通り、フレッケンベルガー通り、ウンテラー・ヴェルト通りだけであった。バーンホーフ通りだけはアスファルトで舗装された。市内のこれ以外の通りはぬかるんだ状態であった。1949年に道路の改修、拡幅、修復が始まった。
1952年に市立ホール建設の計画が始まった。コンペではドルトムントの建築家でヴェストファーレンハレの設計者であったホルスト・レツキが一等賞を獲得した。これにより彼は計画に参加した。市立ホールは1953年の初秋から1954年9月11日に建設された。4日後、市立ホールでザウアーラント射撃連盟の第1回合同射撃祭が開催された。9月16日のパレードには約7,000人の射撃手、179人の騎手、30組の音楽隊が参加した。同じ年に、約250万ドイツマルクを費やして職業学校が建設された。この学校は1955年8月30日に開校した。
1956年、ヴェストファーレン＝リッペ地域連合の招きで、多くの作家、批評家、文学研究者がシュマレンベルクの市立ホールに参集した。主催者が驚いたことに、文学懇談会は、戦後のヴェストファーレンにおける宗教文学の役割に関して鋭い論戦となった。「シュマレンベルクの詩人論争」と呼ばれるこの論戦は、全国紙で報道された。1974年にシュマレンベルクとグラーフシャフトは州指定のルフトクアオルト（空気の清浄な保養地）の地位を得た。
市町村再編に伴って1975年にシュマレンベルク市とアムト・シュマレンベルク、アムト・フレーデブルクが合併して現在のシュマレンベルク市が成立した。ドイツ鉄道は、1991年7月に経済的理由から単線の支線ヴェンホルトハウゼン - シュマレンベルク線の営業を当分停止した。シュマレンベルク射撃協会は、2001年に再び合同射撃祭の主催者となった。ザウアーラント射撃連盟の第18回合同射撃祭は、2001年9月14日から16日に開催された。この祭最終日には、約10,000人の射撃手と74組の音楽隊がパレードに参加した。
同じ年に新しい教会塔の建設が始まった。このプロジェクトは、近代的な塔建設のため、シュマレンベルク住民に議論を巻き起こした。シュマレンベルクの教会塔闘争は住民主導で裁判沙汰にもなった。住民運動側も行政側も公開書面で互いの非難を繰り広げた。この闘争は、教会責任者が辞任して、パーダーボルン大司教によって第三者の行政担当者が指名されたことで頂点に達した。新たな教会塔の建設は先送りされた。新しい教会塔は2004年9月になってやっと完成し、献堂された。
2007年1月18日から19日の強烈な暴風雨「キリル」がシュマレンベルクの森に大きな被害を与えた。翌2008年6月4日から7日に、レネフェルト飛行場やその周辺で第15回林業・森林技術監督機関の第15回集会が開催され、43,000人の来訪者を集めた。キリルの翌年にあたるこの年、「嵐の木材の森林技術」というテーマの下、23か国から515組がこの集会に参加した。
2011年末、シュマレンベルクの事業者が飼育するウシの血液検査で病原体が発見された。検体の由来に基づいてこのウイルスは暫定的に「シュマレンベルク＝ウイルス」と名付けられた。大きな抵抗と支援策にもかかわらず、バート・フレーデブルクの聖ゲオルク病院は2012年11月30日に破産のため閉鎖された。2012年初め旧聖ゲオルク病院の跡地にクリーニクム・アルンスベルクが医療センター (MVZ) を開設した。ユースホステル・シュマレンベルクは2014年10月31日に閉鎖された。

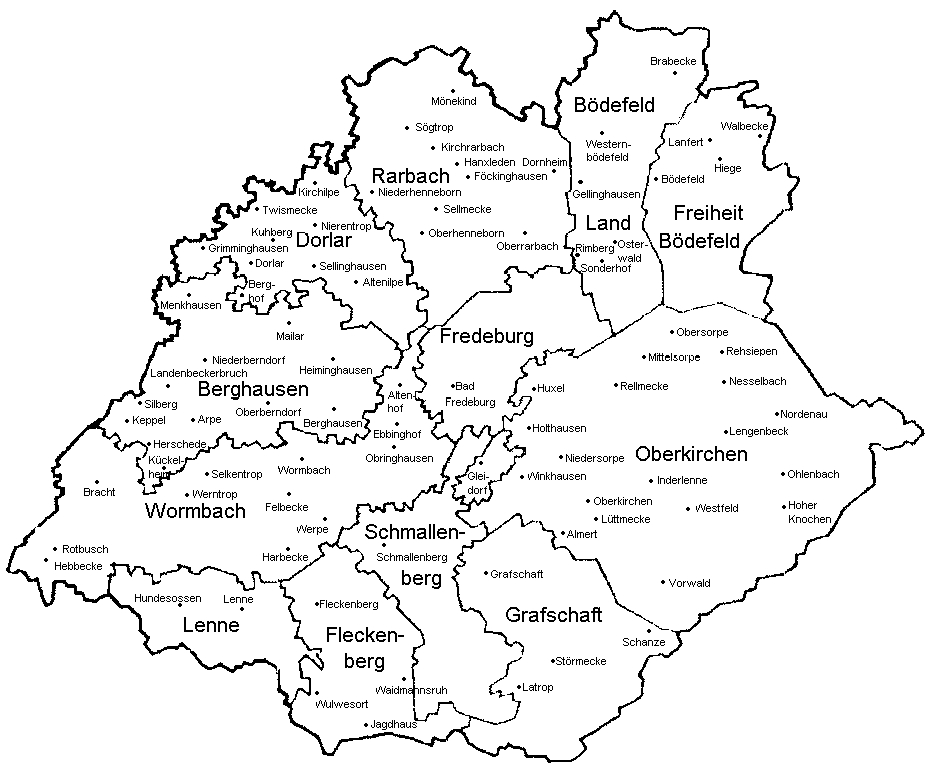
1975年の市町村合併以前の市町村地図

### 市町村合併
シュマレンベルク市は、1975年1月1日にアムト・シュマレンベルクとアムト・フレーデブルクに属す市町村が合併して成立した。
1974年11月5日のザウアーラント/パーダーボルン法に基づいて、1975年1月1日、それまで独立していたベルクハウゼン、フライハイト・ベーデフェルト、ベーデフェルト＝ラント（アルテンフェルトとヴァルメを除く）、ドルラー、フレッケンベルク、フレーデブルク市、グラーフシャフト、レネ（ミルヒェンバッハを除く）、オーバーキルヒェン、ラールバッハ、ヴォルムバッハが新たなシュマレンベルク市に含まれた。同時にアムト・フレーデブルクとアムト・シュマレンベルクは廃止された。

## 住民

### 宗教
ケルン大司教が治めたザウアーラント全域がそうであるように、1803年までケルン大司教を領主としていたシュマレンベルクはカトリックが優勢である。20世紀半ばまで、福音主義信者やユダヤ教徒はわずかしか住んでいなかった。
第二次世界大戦後、難民や旧ドイツ東部領土から追放された人々がシュマレンベルク周辺のザウアーラントに福音主義信仰をもたらした。グライドルフでは、1900年の直後にシュマレンベルクの市域で最初の福音主義教会が設立された。シュマレンベルクには20のカトリック教会と4つの福音主義教会が存在する。シナゴーグは1938年11月の排斥運動（水晶の夜）以後存在していない。ユダヤ人墓地での最期の埋葬は1961年に行われた。
2011年5月9日現在、住民の多く、約 77 % がカトリック信者である。福音主義信者は 10 % で、13 % がその他の宗教の信者または無信仰者である。

赤線は現在の市域における人口。青線は中核市区の人口である。

### 人口推移
シュマレンベルクの判明している最も古い人口は1301年のもので、120戸、545人が住んでいた。1900年までに中核部の人口は1690人に増加した。このうち 789人が男性、901人が女性であった。第二次世界大戦後、住民移動により人口増加が起こった。1946年には、東部領土から追放された 356人と疎開者 324人が登録されている。
2005年12月31日のシュマレンベルクの人口 25,992人のうち、6,341人が中核市区に住んでいた。2番目に大きな地区であるバート・フレーデブルクの人口は 4,062人であった。ベーデフェルト、フレッケンベルク、グライドルフ、グラーフシャフトがそれぞれ1000人以上であった。多くの集落（83地区の約2/3）が人口150人以下であった。

## 行政

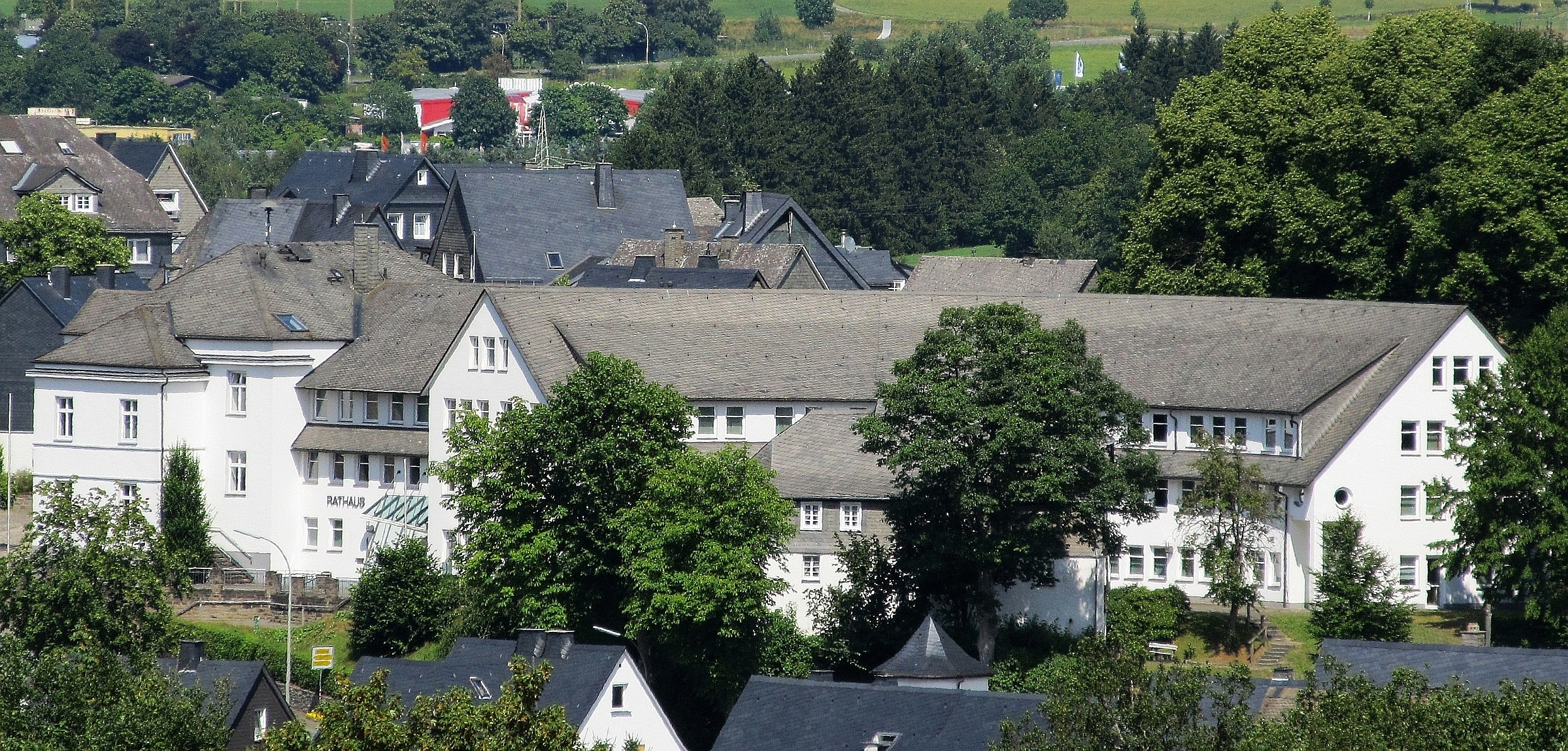
シュマレンベルク市庁舎

### 議会
シュマレンベルクの市議会は、38議席からなる。

### 1945年以降の市長
アメリカ軍による占領から3日後の1945年4月10日にアレックス・ドルンザイファーが暫定市長となった。しかし、2日後にはリヒャルト・ダメリスに交替している。軍事政府はその後1945年7月21日に、それまでネーハイム＝ヒュステンの都市行政官であったクラウス・ジーベンコッテンを市長に就任させた。1952年から1994年まで新旧シュマレンベルク市では、CDU が市長職を占めた。1994年に SPD のフランツ・ヨーゼフ・パーペが市長に選出された。しかし5年後には再び SPD に戻り、ベルンハルト・ハルベが市長に当選した。
- クラウス・ジーベンコッテン（1945年7月21日から1946年4月）
- アルベルト・ダメリス（1946年4月から1946年9月）
- ヴィリ・ヴュルナー（1946年9月27日から1948年10月16日）
- ヨーゼフ・バルツァー＝レンツェン、SPD（1948年 - 1952年）
- パウル・ファルケ、CDU（1952年 - 1975年）

#### 市町村再編後の市長
- パウル・ファルケ、CDU（1975年 - 1984年）
- オットー・シュルテ、CDU（1984年 - 1989年）
- レトガー・ベルケ＝グローベ、CDU（1989年 - 1994年）
- フランツ・ヨーゼフ・パーペ、SPD（1994年 - 1999年）
- ベルンハルト・ハルベ、CDU（1999年 - 2020年）
- ブルクハルト・ケーニヒ、CDU（2020年 - ）

### 紋章
現在の市の紋章は、1335年に初めてシュマレンベルク市の印章に見られる。シュマレンベルクが市設立時にすでに紋章を有していたかどうかは明らかでない。1700年からのアルンスベルク・コレクションには、シュマレンベルクの紋章の彩色図版が見られる。現在の市の紋章（1335年から不変である）の制定は、1909年の市首脳部の決定による。
図柄: 銀地に2つの鋸壁の塔と1つの門を持つ赤い城砦。門のアーチは先端にユリを掲げている。門の開口部には直立した黒い鍵が見られる。
解説: 鍵はケルン大司教区の守護聖人（ペトロ）を表している。城砦はシュマーレンブルク城を意味している。

### 姉妹都市
シュマレンベルクは以下の都市と姉妹都市協定を結んでいる
- ヴィムルー（フランス語版、英語版）（フランス、パ＝ド＝カレー県）1972年
- バージェス・ヒル（イギリス、ウェスト・サセックス）1988年

## 文化と見所

### 演劇
シュマレンベルク市には固定した劇場がない。市域内には4つの演劇クラブ、1つの演劇グループ、1つの子供ミュージカルグループがある。

### 映画/文化ステージ
バーンホーフ通りの映画館シュマレンベルガー・キーノは、1929年にリヒトシュピール・シュマレンベルクという名で設立された、ドイツで最も古い映画館の1つである。第二次世界大戦後、一時期野戦病院として使用されたが、1951年に徹底的な近代化がなされた。当時最先端だった2台の映写機が現在も入り口に展示されている。大規模なシネマコンプレックスの発展につれて、この映画館は経済的に運営できなくなり、2005年に一旦営業を停止した。1年間の改築期間の後、古い映画館は新しい経営者によって「リヒトヴェルク」という名称で再開された。映画上映中はスクリーン裏に隠されているステージは定期的に利用され、映画の営業活動の他に演劇やキャバレーの上演、コンサートなどが開催された。DJ が交替で登場し、定期的に開催されるクラブイベントでは、観客席の座席が片付けられ、ダンスフロアとして用いられた。リヒトヴェルクは、文化ステージ、ホームシアタースペースおよびイベントスペースに改築された後、「ハベルス」という新しい名称で2007年5月にオープンした。

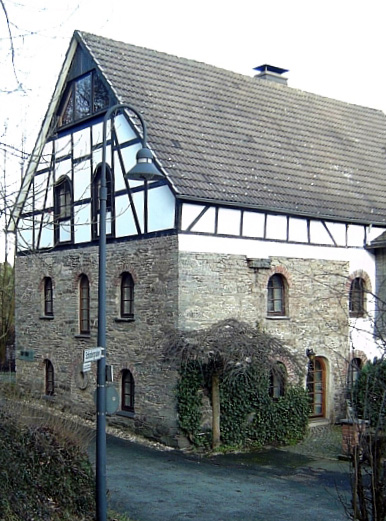
アルテ・ミューレ美術館

### 博物館、美術館
9つの博物館の中で、2,200 m2 の広さを持つスレート鉱業・ホルトハウゼン郷土博物館が際だっている。この博物館には、スレート、動植物、繊維産業、民俗、印刷所、芸術のセクションがある。1984年から「ケルン選帝侯領ザウアーラントの魔女裁判」というタイトルの常設展示がなされている。ここでは、ザウアーラントにおける魔女狩りの規模を記録し、様々な拷問具を展示している。2009年から南ヴェストファーレン・ギャラリーが入居した。
フレッケンベルクのヘッセ食器工場には、技術博物館がある。この食器工場は、内部施設がほぼ完全に保存されており、1990年に保護文化財に指定されている。バート・フレーデブルクの区裁判所内にある裁判博物館は、司法の歴史の概略を紹介している。グラーフシャフト修道院の修道院博物館は、入れ替えの特別展示の他に、様々な時代の宗教用具や修道院の歴史を紹介している。
この他の博物館・美術館としては、ノルデナウの SGV 郷土資料室、ヴィンクハウゼンのムゼウムホーフ（シュルテンホーフ）、ラトロプの小さなアルテ・ミューレ林業博物館、中核市区のアルテ・ミューレ美術館がある。

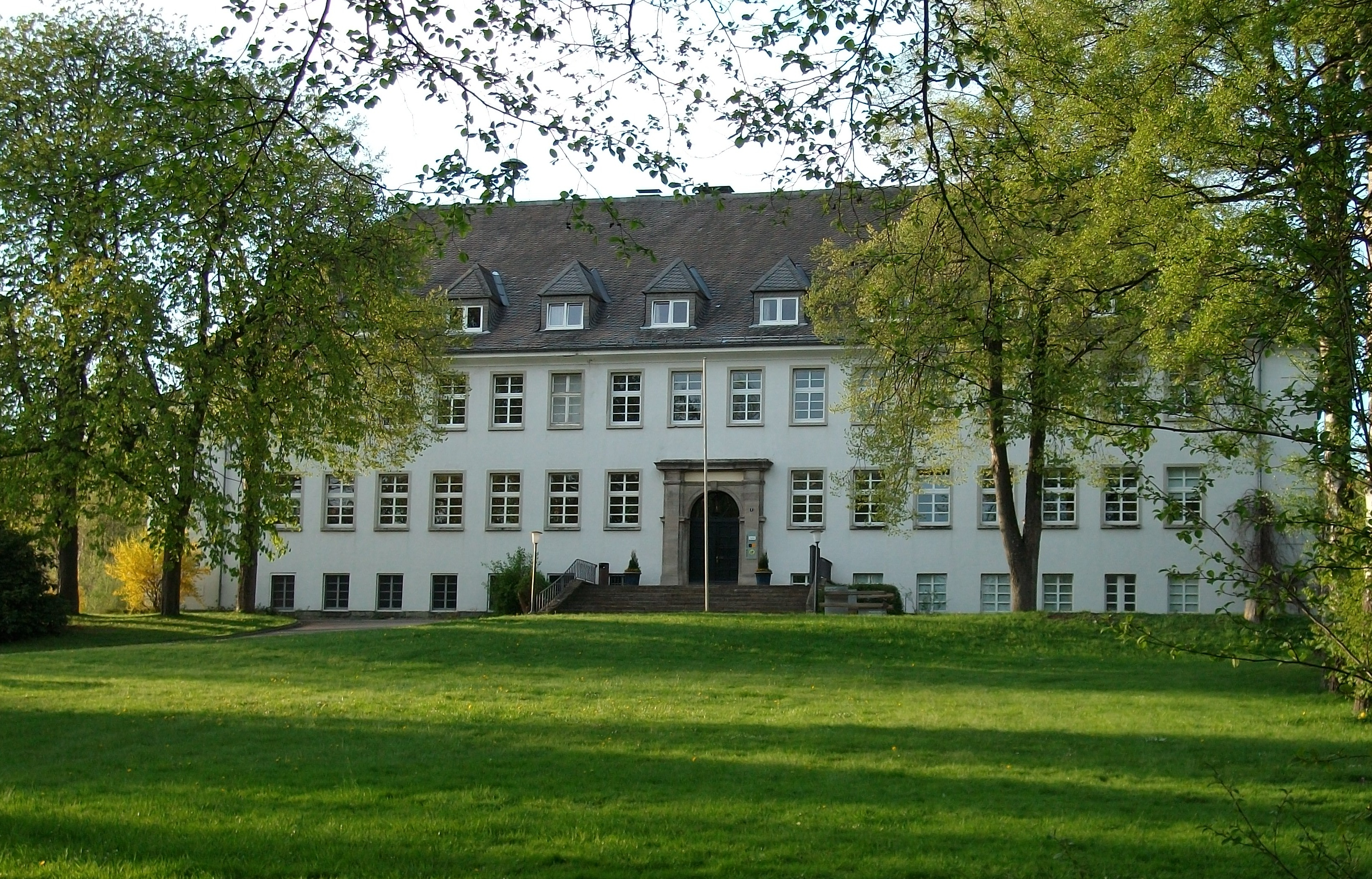
南ヴェストファーレン音楽教育センター

- スレート鉱業・ホルトハウゼン郷土博物館
- ヘッセ食器工場
- アルテ・ミューレ林業博物館

### 音楽
シュマレンベルクには、47の音楽クラブや歌唱クラブがある。これには6つの金管アンサンブル、5つの音楽クラブ、3つの青少年ブラスオーケストラ、2つの狩猟ホルン吹奏団、1つのマンドリン＝ギター＝アコーディオン・グループ、1つのシュタットカペレ、15の男声合唱団、6つの女声合唱団、1つの室内合唱団、1つの児童・少年少女合唱団が含まれる。ノルベルト・アベルス、トム・アストール、レナーテ・ウント・ヴェルナー・ライスマン、ハインツ・シュンゲラーらが最も有名な音楽家・音楽学者である。この他に、シュマレンベルク地域にはブルースやロックの音楽シーンも存在する。デスメタルバンド「ダーク・ミレニアム」はバート・フレーデブルクで結成された。この地域では、2013年にアカデミー・バート・フレーデブルクが800万ユーロ以上を費やして、南ヴェストファーレン音楽教育センターを増改築した。2018年4月27日から30日までノルトライン＝ヴェストファーレン民俗音楽連盟の州音楽祭がシュマレンベルクとヴィンターベルクで開催された。

### 年中行事
シュマレンベルガー・ヴォーヒェは、シュマレンベルクで2年ごとの8月末に数日間にわたって音楽イベントやその他のイベントが行われる市街祭である。カトリック企業連合の「シュマレンベルクの春の集会」は1960年からシュマレンベルクで開催されている。毎年21地区で射撃祭が行われる。謝肉祭も多くの地区で祝われる。謝肉祭のパレードはニーダーベルンドルフで開催される。ベーデフェルト・デリカートは1992年からベーデフェルトで開催されているグルメの市街祭である。シュマレンベルク織布共同体は、1985年から聖アレクサンダー教会周辺でシュマレンベルク最大のクリスマスマーケットを開催している。ニコラスマーケットやクリスマスマーケットは、他の地区でも開催されている。

### 見所

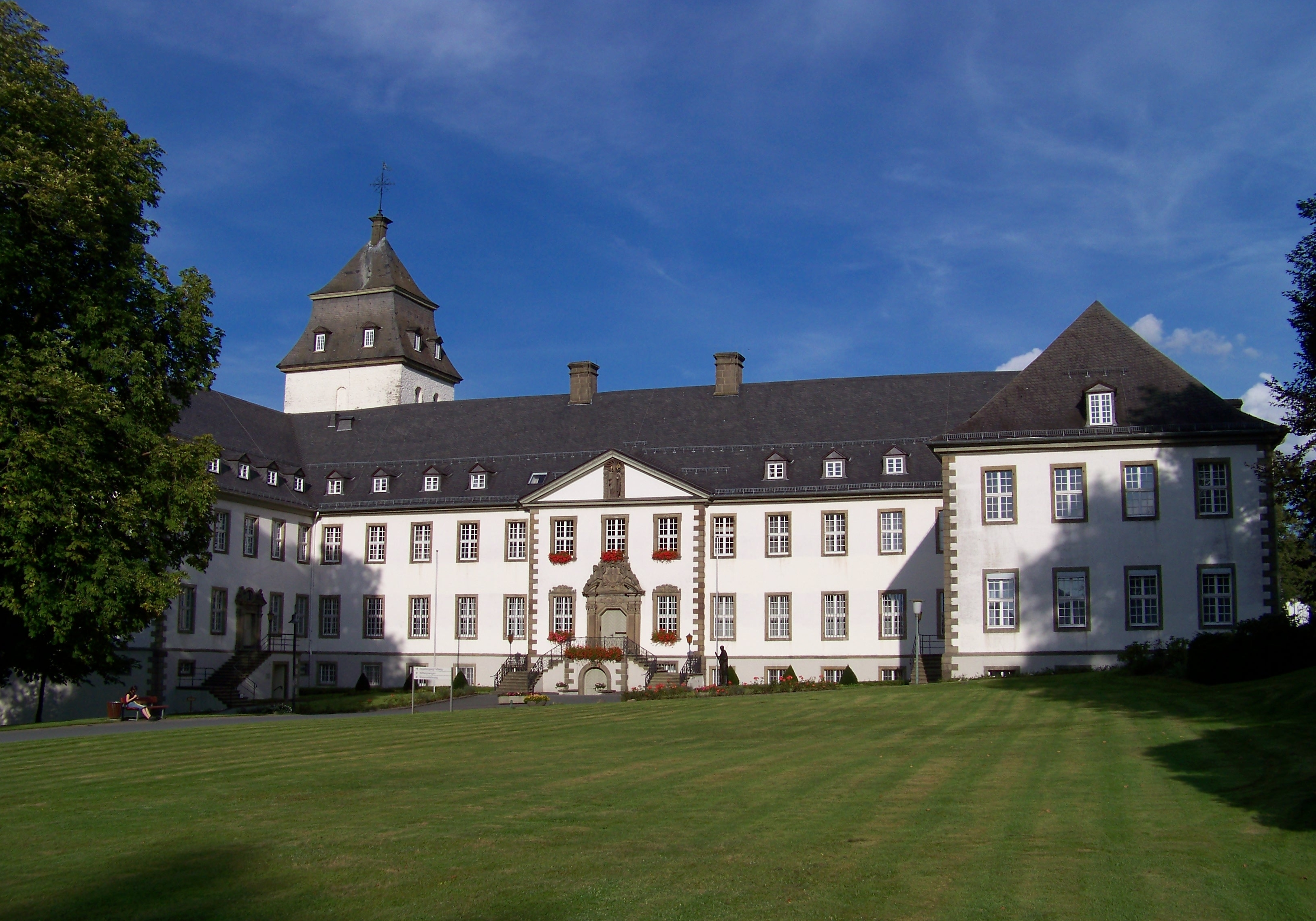
グラーフシャフト修道院

シュマレンベルク地域は、ノルトライン＝ヴェストファーレン州に29ある州の重要文化風致地区の1つである。ノルトライン＝ヴェストファーレン州重要文化風致地区の等級で "wertgebenden Merkmalen"（価値の高い文物）とされているものに、礼拝堂や十字架の道を含むヴィルツェンベルクとグラーフシャフト修道院がある。シュマレンベルク歴史的中核地区および教区教会や司祭館を持つ教会の村レネ、オーバーキルヒェンおよびヴォルムバッハや17世紀後期あるいは1945年以降の田舎の建物も見応えがある。さらに、ヴィンクハウゼン小集落や17世紀から続く農場を持つニーダー/オーバーゾルペ集落もある。また、市域内には174件の建造文化財、7件の地区文化財、3件の可動文化財がある。

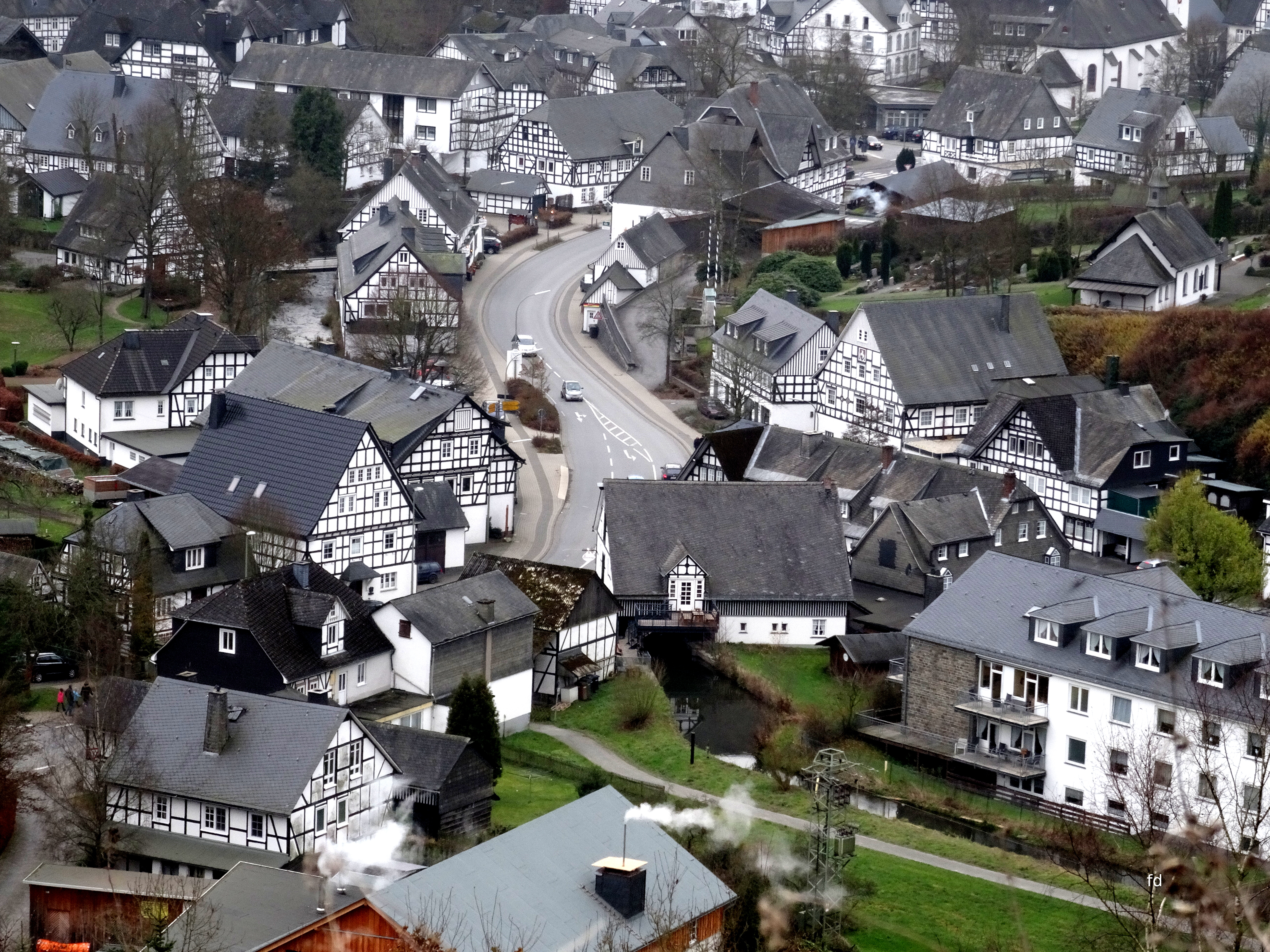
オーバーキルヒェンの町並み

市域内の多くの村は、連邦コンクール「我らの村を美しく」（1998年以降「我らの村には未来がある」に改名）に参加しており、その多くが賞を獲得している。これまでに9つの村落が最高賞である「連邦金賞」を得た。これは連邦最高記録である。この9つの村落とは、フレッケンベルク、グラーフシャフト、ホルトハウゼン、キルヒラールバッハ、ラトロプ、ニーダーゾルペ、オーバーヘネボルン、オーバーキルヒェン、ヴェストフェルトである。

#### 建造物
シュマレンベルクの歴史的中核地区では定期的に市街ツアーが行われている。隣接するグラーフシャフト地区にはグラーフシャフト修道院がある。この修道院は、1072年から世俗化される1804年までベネディクト会の修道院であった。19世紀から20世紀半ばまで修道院としては使われていなかったが、1948年から聖ボロメウス女子修道会がこの施設に入居している。
隣のヴィルツェンベルクは、年代は不明であるが異教徒の聖地となっていた。地域文化財に格付けられている土塁（環状土塁）跡の他に、1633年建造の巡礼礼拝堂、1891年から高さ 17 m のヴィルツェンベルク塔、大きな山頂の十字架がある。キルヒルペの東の急峻な斜面の上に避難城砦キルヒルペがある。
ラッペルシュタイン城趾は、ノルデナウの集落中心にあるラッペルシュタインと呼ばれる岩山の上にある。ヴェストファーレンで最も高い場所にあるこの城砦は、元々ノルデルナ城と呼ばれ、1200年頃にケルン - カッセルを結ぶ古い街道沿いにグラーフシャフト貴族家によって建設されたものである。
ベルクハウゼン、レネ、ヴォルムバッハには、ロマネスク様式の教会がある。ベルクハウゼンの聖キリアクス教会は1220年頃に建設された。レネの聖ヴィンツェンティウス教区教会とヴォルムバッハの聖ペーターおよびパウル教会は、13世紀に造られた。ヴォルムアッカー教会身廊のヨーロッパの教会画としては珍しい黄道12宮の図像と15世紀のオルガンは特に見応えがある。
- ヴィルツェンベルクの礼拝堂
- ヴィルツェンベルク塔
- ヴィルツェンベルク山頂の十字架
- キルヒルペの避難城砦跡
- ラッペルシュタイン城趾
- ベルクハウゼンの聖キリアクス教区教会
- レネの聖ヴィンツェンティウス教区教会
- ヴォルムバッハの聖ペーターおよびパウル教会

#### 公園
シュマレンベルク中核市区のクアパルクは、グラーフシャフト地区とレネ地区の間にある。2700 m2 のインドアパークと 1600 m2 の屋上遊戯施設を有する THIKOSキンダーラント（子供の国）も、同じく中核市区にある。バート・フレーデブルクには、ルドルフ＝ベッカー公園がクアハウスに隣接している。

#### 自然・景観保護

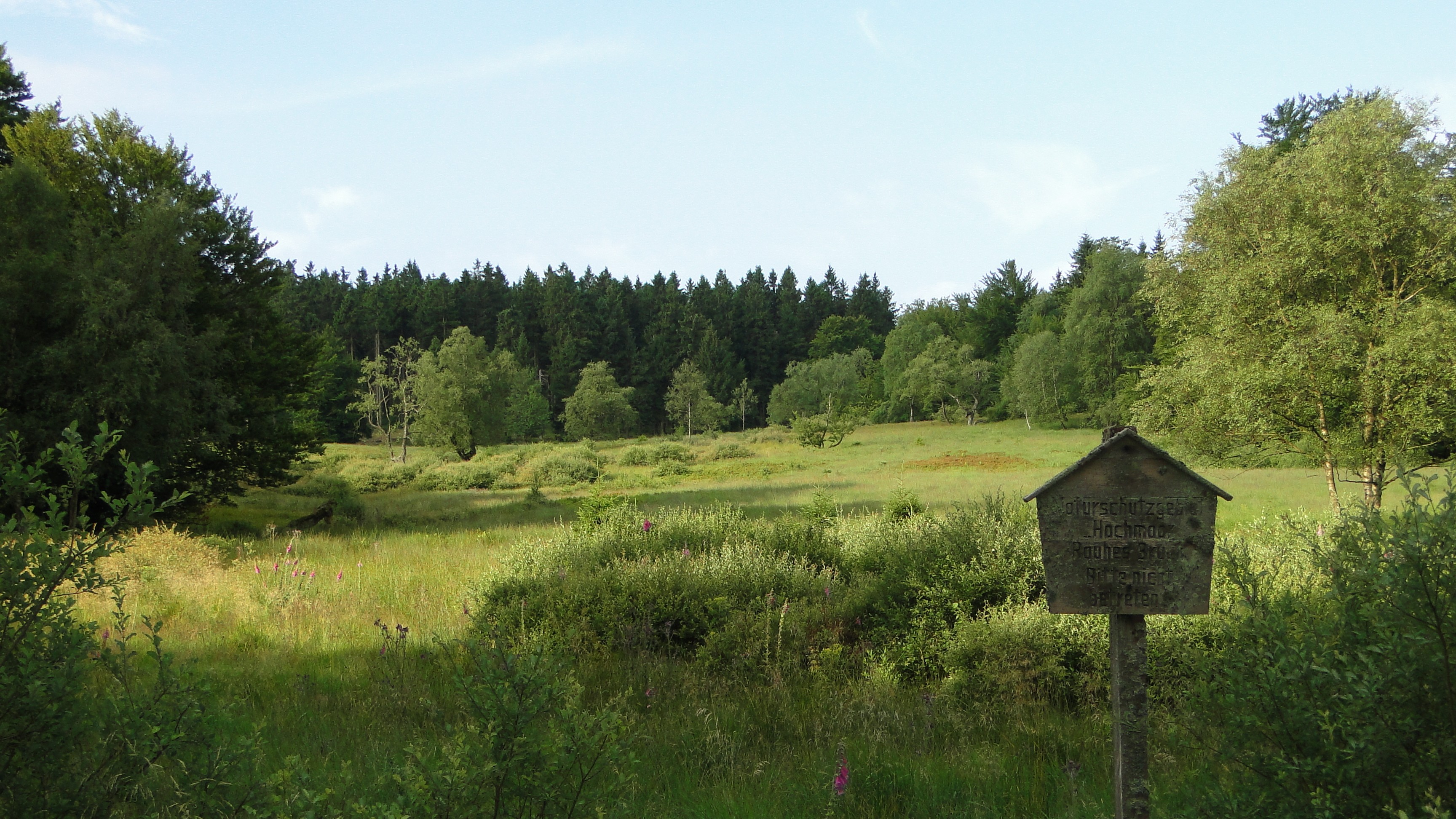
フーナウ＝ランガー・リュッケン＝ハイトベルク自然保護区のラウーエス・ブルーフ

2008年からシュマレンベルクの市域に対して2つの風致計画が適用されている。これには、建物が建っている集落や建設計画の適用地域を除く土地は、自然保護区 (NSG) などのより高度な保護状態にない限り、風致保護区とすると規定されている。
ノルトヴェスト風致計画はシュマレンベルクの市域北西部の 112.63 km2、ジュートオスト風致計画は市域の南西部の約 190 km2 を含む。両風致計画は、市内の自然保護区、自然文化財、景観保護地区、保護景観構成物を記述している。市内には様々な広さの、合わせて38件の自然保護区がある。フーナウ＝ランガー・リュッケン＝ハイトベルク自然保護区は、シュマレンベルクの東の市境、ベーデフェルトの高台に位置している。この自然保護区には約8,000年前に形成された高層湿原「ナッセ・ヴィーゼ」、「ラウーエス・ブルーフ」、その他の小さな湖がある。

### スポーツ

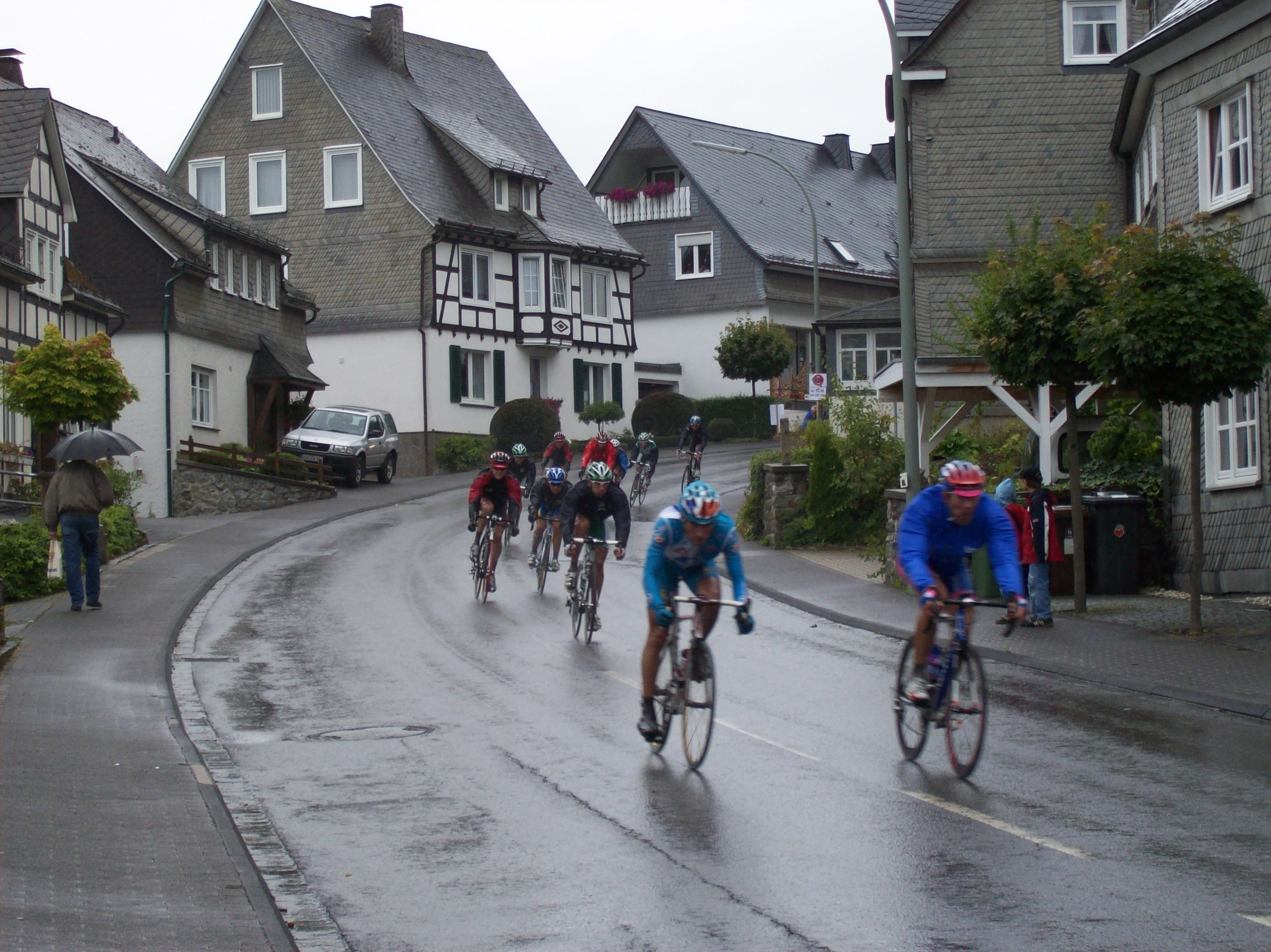
2008年の自転車競技 第10回ドイツ・ツアー第5レースでシュマレンベルクを走る選手たち

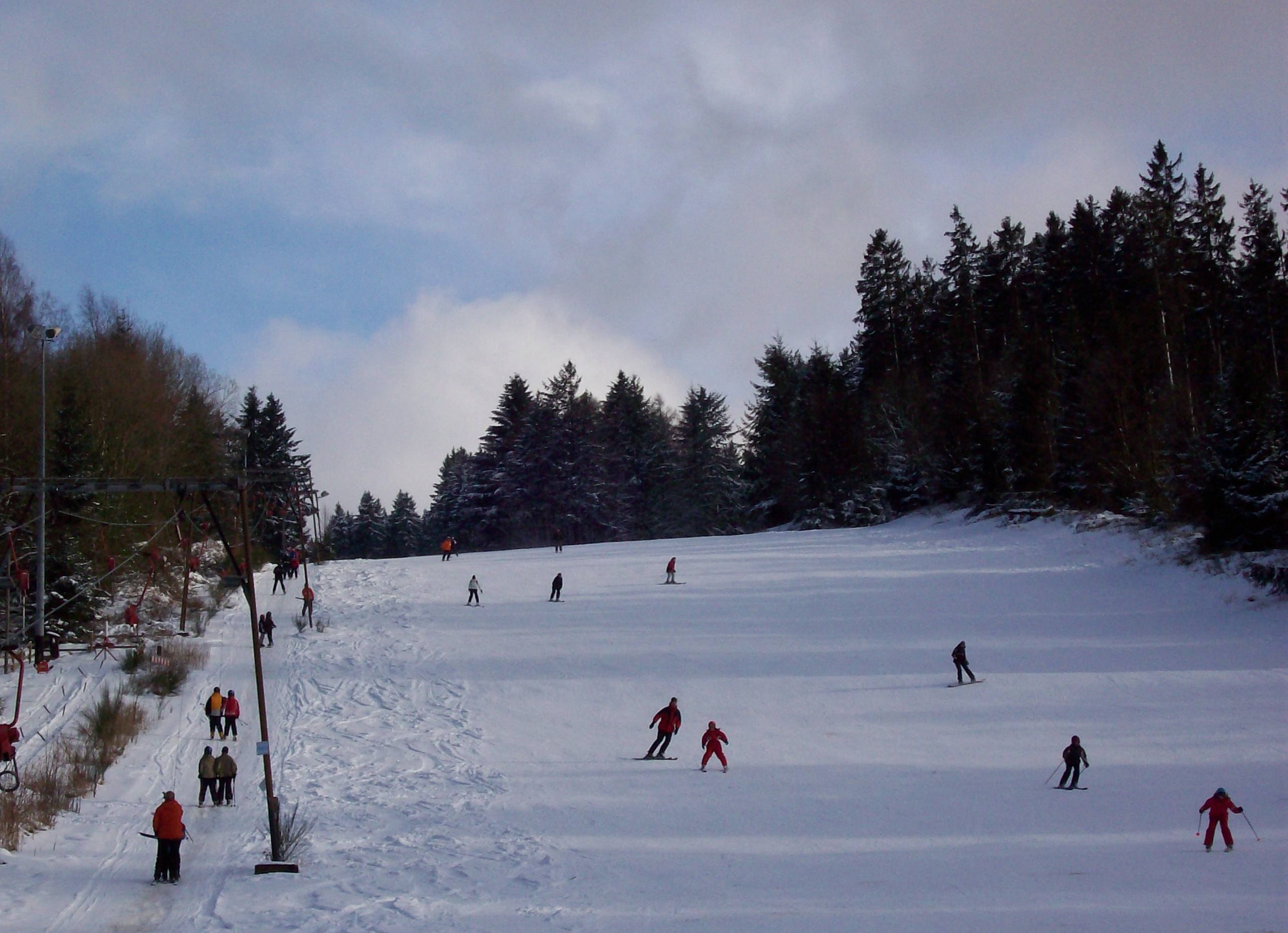
シュマレンベルク・スキーリフト

1978年から1999年までグラススキーの多くの国内・国際大会がシュマレンベルクで開催された。グラススキー＝ヨーロッパ・ジュニア選手権は1983年と1988年に、ドイツ・グラススキー選手権は1995年と1996年にシュマレンベルガー・スキーリフトで開催された。FIS ローラースキー＝ワールドカップは、2008年8月15日から17日にシュマレンベルクで開催された。ドイツ・ローラースキー選手権では2種目が2010年8月21日から22日に行われた。
2008年の自転車競技第10回ドイツ・ツアーでは、9月3日（第5レース）にマインツからヴィンターベルクへのコースがこの街を通り、9月4日（第6レース）にはバート・フレーデブルクがスタート地点となった。グライドルフには、年に1度オートクロス＝イベントが開催される特別なオートクロス・コースがある。2004年にこのコースでドイツ・オートクロス選手権 (DMSB) とドイツ・ラリークロス連盟 (DRCV) のタイトル・レースが開催された。市内で毎年開催されるスポーツイベントとして、ベーデフェルトのホレンラウフ、フレッケンベルクのロタールシュタイク＝マラソン、ヴィルツェンベルク周辺での自転車レース、グラーフシャフトでのマウンテンバイクのための SKS-ザウアーラント・マラソンがある。
ヴェストフェルトには、NRW ノルディックセンターとホーホザウアーラント・スキー長距離レースセンターがある。ヤクトハウスには NRW 州立バイアスロン・トレーニング基地があった。このバイアスロン施設では、ドイツ・バイアスロン青少年選手権、バイアスロン・ドイツ杯、連邦スキー大会バイアスロンが開催された。この施設の射撃場は2004年に閉鎖された。
シュマレンベルクの市域には、アドベンチャーパークとインドアザイル登攀壁を持つ登攀ホール、9つの体育館、2つのゴルフ場、18のスポーツグラウンド、20のテニスコート、様々な乗馬場、11のスキーリフト、130 km のロイペ（ロタールシュタイクロイペ）がある。この他に約2,500 km の標識が整備された遊歩道がある。遊歩道には、ロタールシュタイク、ザウアーラント＝ヘーエンフルークや、SGV主要遊歩道のアステンヴェーク、フリードリヒ＝ヴィルヘルム＝グリメ＝ヴェーク、ハンゼヴェーク、フーナウヴェーク、ロタールヴェーク、シーファーヴェーク、ヴィルヘルム＝ミュンカー＝ヴェーク、および「森の彫刻の小径 ザウアーラント＝ヴィトゲンシュタイン」がある。自転車道のレネルートとザウアーラントラートリングが市域を横切っている。シュマレンベルクにはスポーツクラブが 53団体登録されており、釣り、バドミントン、アーチェリー、パラシュート降下、スカイスポーツ、サッカー、ゴルフ、ハンドボール、格闘技、カヌー、モータースポーツおよびモトクロス、自転車競技、乗馬、射撃、水泳、テニス、体操、ハイキングが楽しめる。

### 名物料理・食材
市内では、プンパーニッケル、ベルラウフズッペ（クマニラのスープ）、ザウアーレンダー・フリューリングストプフ（直訳すると「ザウアーラントの春の鍋」）やポットトゥッケ（メットヴルストというソーセージを詰めたジャガイモのスフレ）など様々なザウアーラント料理が供されている。ボックヴルストやプンパーニッケルのような栄養豊かな料理が典型的なザウアーラント料理である。さらにヒンメル・ウント・エルデ（マッシュポテトとアップルソースの料理）やピレクーヒェン（ジャガイモで作ったパンケーキの一種）といった典型的な昔の田舎料理も供されている。ハイキングには、煤で黒くなったヤカンで淹れたホルツハウアーカフェー（直訳すると「木樵のコーヒー」）がお薦めである。全国的に有名なシュマレンベルク料理は、特産品のカワマス、プンパーニッケルソースをかけたノロジカの背肉、シュマレンベルクのニワトリの胸肉、子鹿のステーキなどがある。

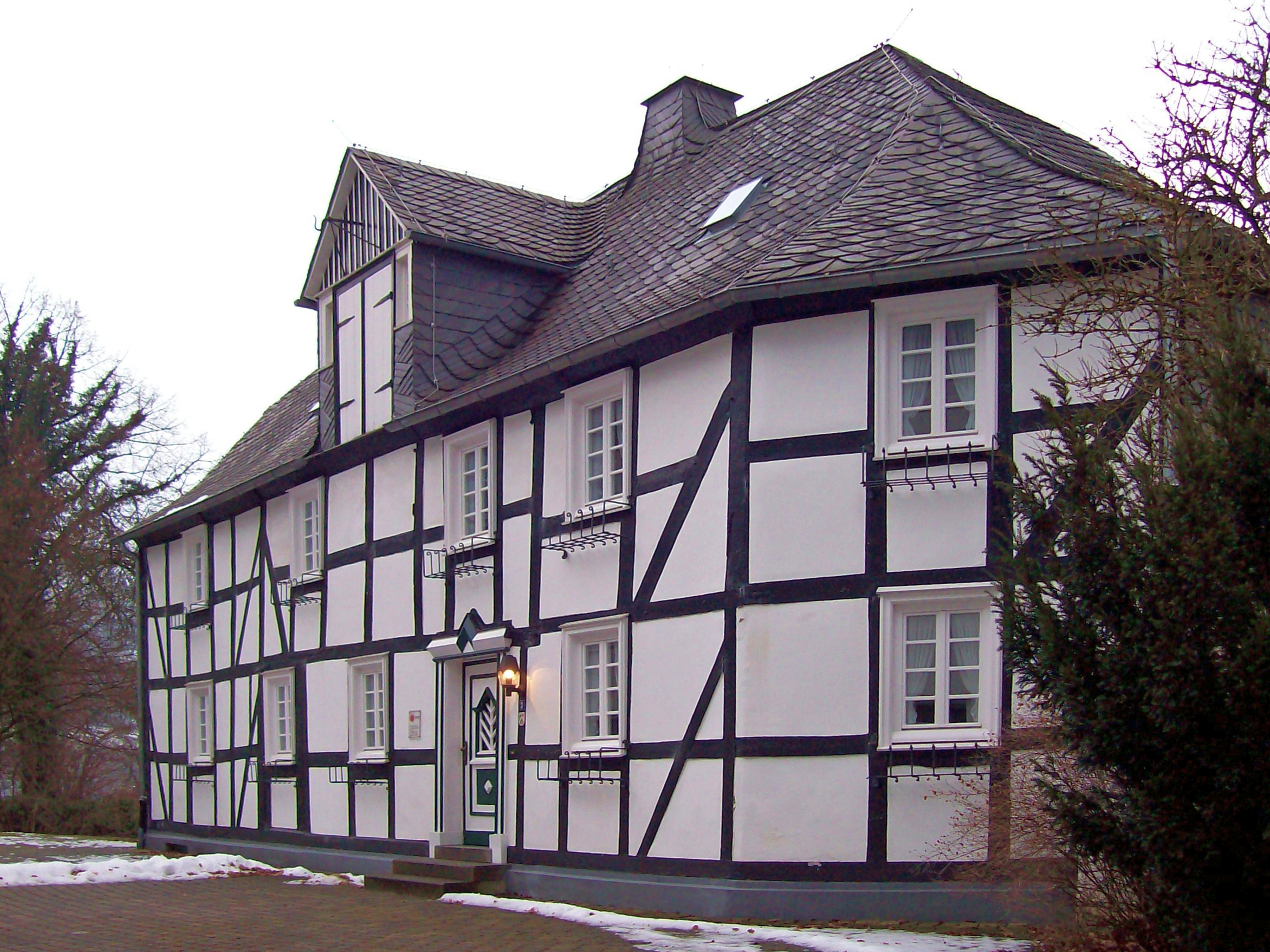
クリスティーネ＝コッホ会の図書館と市文書館が入居している18世紀の木組み建築。シュマーレン・ハウスと呼ばれている。

### 文学
1956年にシュマレンベルクで、作家、批評家、文学研究者が会する第2回ヴェストファーレン詩人の会が開催された。1993年にザウアーラント文学振興会がシュマレンベルクで設立された。クリスティーネ＝コッホ会と改名されたこの会は、ノルトライン＝ヴェストファーレン最大の文学協会である。いくつかのドイツ語作品がシュマレンベルクを舞台にしている。フリードリヒ・アルベルト・グレテーケン、クリスティーネ・コッホ、ハナ・ラーデマッハー、ミヒャエル・ゼーダー、パウル・ティッゲスがシュマレンベルクに住んだ有名な文筆家である。ヘルベルト・ゾムプラツキとクルト・ヴァッサーファルはこの街に住んでいる。

## 経済と社会資本

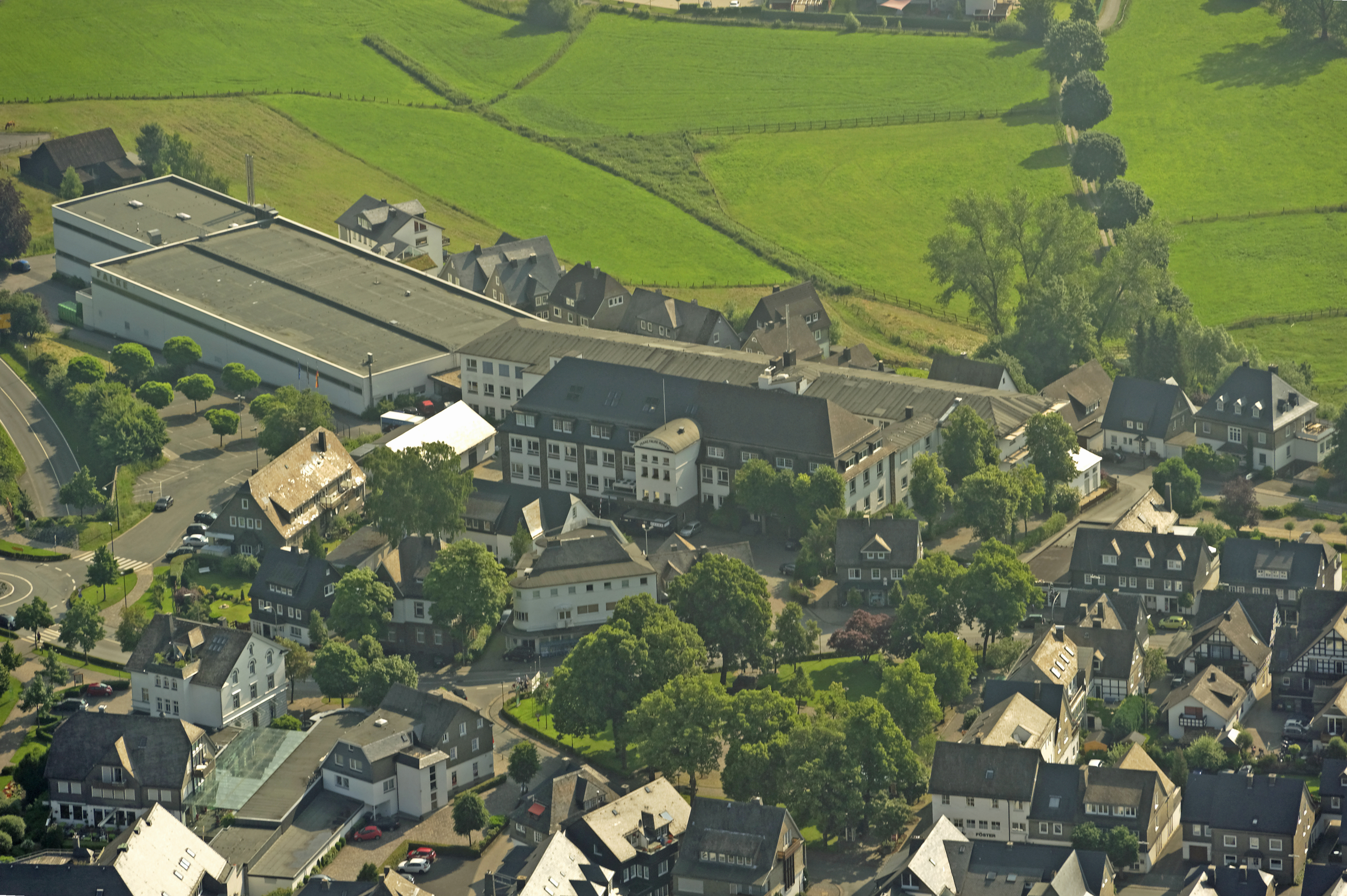
ファルケ本社

19世紀から伝統的にシュマレンベルクはザウアーラントの繊維産業（最大の企業: ファルケ＝グループ）の中心地となっている。繊維産業の発展は退潮し、中小企業が主となった。特に工業、手工業の企業が定住している。主要な企業としては、オーディオテック・フィッシャー GmbH（カーオーディオ: Brax / Helix）、ブルクバート AG（バート・フレーデブルクに本社を置く浴室装備製造）、トランスフリュイド・マシーネンバウ GmbH（パイプ加工機械の世界的リーディングカンパニー）、フェルトハウス社（建築・掘削）。森の豊かな立地であることから林業も重要である。バート・フレーデブルクには、中小業者の営業所が入る木工業者パークが存在する。サービス業の多く部分は、田舎の魅力が詰まった立地と、ウィンタースポーツの飲食店やツアー客に依存している。
2015年6月30日には、9,449人の社会保険支払い義務のある雇用者がいた。この内、3,466人が製造業、3,829人がその他のサービス業、1,971人が商業・接客業・交通業、183人が農林水産業に従事していた。2017年10月現在の失業率は 2.9 % である。

### 観光業

#### 宿泊
シュマレンベルク市内には、28軒のホテル、32軒の旅館、55軒のペンション、442軒の保養所および休暇村に6,300人分の宿泊施設がある。2017年の、少なくともベッド数10以上の宿泊施設の合計宿泊客数は延べ205,682人、785,714泊であった。

#### 保養地
市内には州指定の保養地が4か所ある。ホーホザウアーラント郡唯一のクナイプ温泉があるバート・フレーデブルクは州指定のクナイプ温泉保養地である。グラーフシャフトは州指定のハイルクリマーティシャー・クアオルト（気候の良い保養地）、シュマレンベルクの中核地区とノルデナウはルフトクアオルト（空気の清浄な保養地）に指定されている。

### 交通

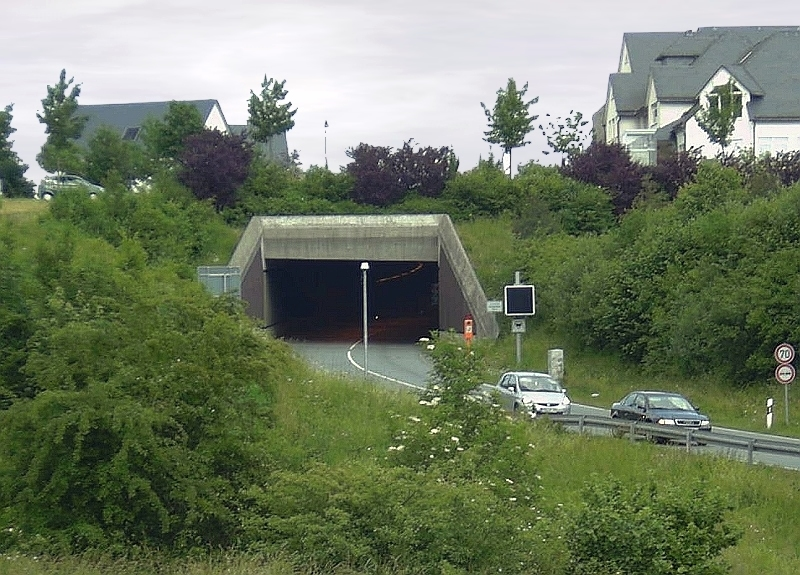
シュマレンベルク・トンネル

#### 道路
市内には合わせて 34 km の連邦道、62 km の州道、73 km の郡道、248 km の市道が通っている。市は、市道の他に約 400 km の産業道路を運営している。
シュマレンベルクの2つの連邦道が、B236号線と B511号線である。B236号線はレネシュタットからレネ地区、シュマレンベルク地区、グライドルフ地区、オーバーキルヒェン地区を経てヴィンターベルクに至る。この道路は大部分がレネ川の谷を通っている。シュマレンベルクの歴史的中核部にはかつて B236号線が通っていたが、1997年から地下トンネル（トンネルの長さ 235 m）を通っている。B511号線は、グライドルフを B236号線に、ブレムケを B55号線に接続している。この道路は、バート・フレーデブルクとドルラーを通っている。
最寄りのアウトバーンのインターチェンジは、オルペにある A4 / A45号線と、メシェデにある A46号線である。

#### 鉄道・バス
1888年から1994年までシュマレンベルクは鉄道網に結ばれていた。レネ、フレッケンベルク、シュマレンベルク、グライドルフ、フレーデブルク、ハイミングハウゼンに停車し、アルテンフンデムとヴェンホルトハウゼンとを結ぶ旅客運行は、1964年5月28日に廃止された。アルテンフンデムとシュマレンベルクとの間の軌道施設は1967年に撤去された。オーベラー・ルールタール鉄道によるシュマレンベルクからヴェネメンへの接続は、1994年12月30日まで貨物線として存続していた。シュマレンベルクとエスローエ＝ブレムケとの間の鉄道用築堤は2006年から、ザウアーラントラートリングを呼ばれる自転車道になっている。
バス路線は、シュマレンベルクから、隣接するアルテンフンデム、エスローエ、メシェデ、ヴィンターベルクまでを結んでいる。これらの路線の大部分はルール＝ジーク・バス交通 GmbH (BRS) によって運行されている。シュマレンベルクでは、ルール＝リッペ交通共同体 (VRL) の運賃が適用される。
週末や小さな集落では、バス交通は極端に制限される。このため、2004年11月2日から、協会が市内に多くの市バス路線を運営している。市バスは、バス路線がない地域や、限られた本数しかない地域に運行している。特にヴォルムバッハ、フェルベッケ、ドルラー、ベルクハウゼン、バート・フレーデブルク、キルヒルペといった地区である。

#### 「レネシーネ」プロジェクト
シュマレンベルクの他に7市町村が参加しているレギオナーレ2013ジュートヴェストファーレン振興プログラムの枠組みで、レネ川の水運を利用して鉄道（イーザーローン、アルテナ、フィネントロプ、レネシュタット）を結び付けようとするプロジェクト「レネシーネ」が立案された。川と鉄道との連携、地形、集落、工業、交通などの面で問題は現在も山積している。目標は、レネ川 - 鉄道を再び生活の軸とし、住民の生活の質を向上させることである。8市町村の「レネシーネ」プロジェクトは2010年7月の合同会議で策定された。全部で84の施策のうち、2013年までに13の計画が変更された。

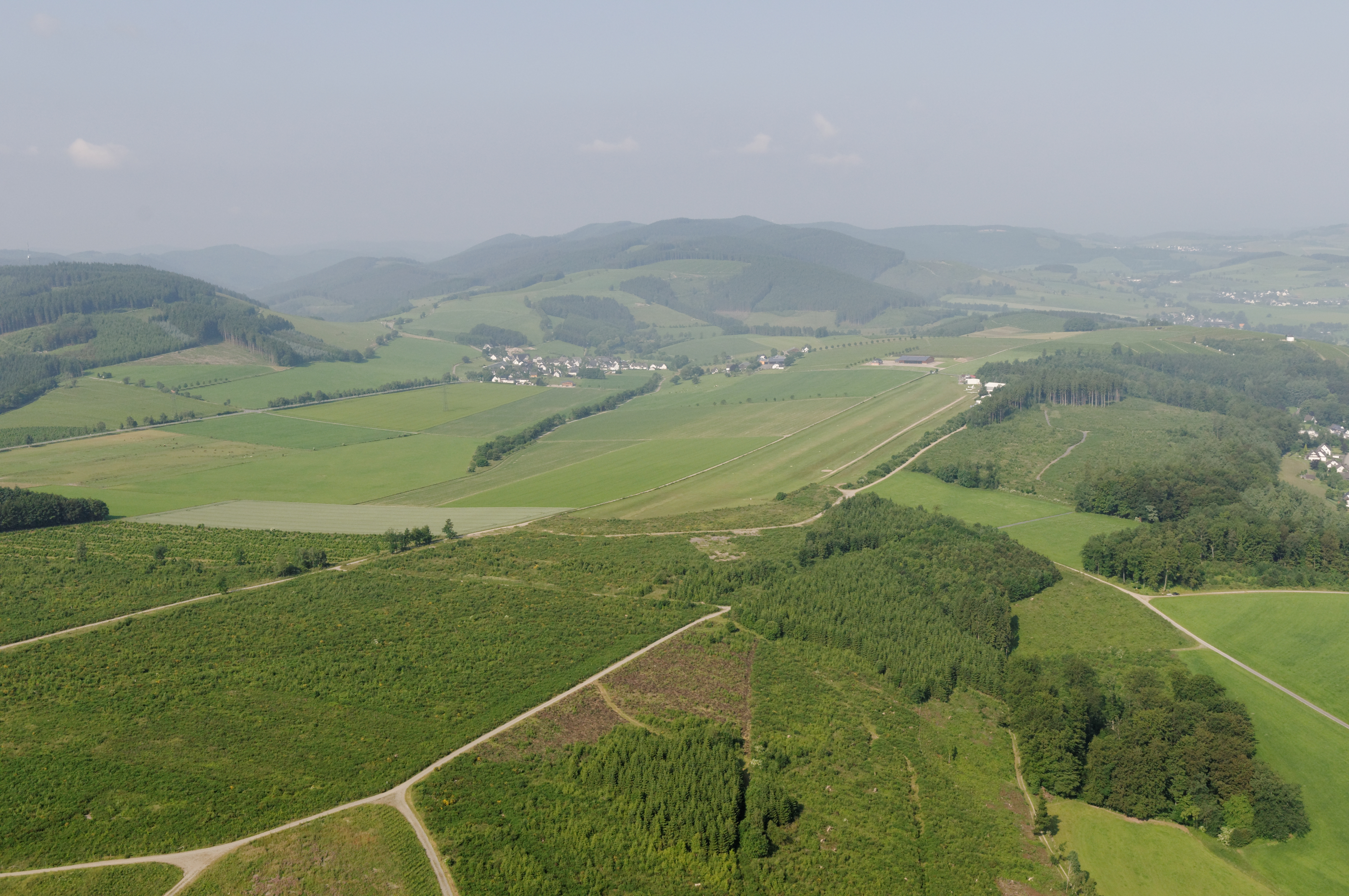
シュマレンベルク＝レネフェルト飛行場

#### 航空
ゾンダーラントプラッツ（直訳: 特別飛行場）に分類されるシュマレンベルク＝レネフェルト飛行場は、1954年からシュマレンベルクとヴェルペとの間にある。最寄りの交通空港は、ジーガーラント空港である。パーダーボルン/リップシュタット空港とドルトムント空港は、それぞれ 70 km および 90 km の距離にある。国際空港のケルン/ボン空港は約 122 km 離れている。

### メディア
シュマレンベルクの最も重要な日刊紙がヴェストファーレンポストとヴェストフェリシェ・ルントシャウである。ともに フンケ・メディアグループに属すこの2紙は、それぞれ編集局と総合オフィスをメシェデに置いている。ヴェストファーレンポストはこの他にシュマレンベルクにもう1つの編集部を有している。さらに水曜日と日曜日にフリーペーパー「ザウアーラントクリアー」が刊行されている。その地方編集局とオフィスも、やはり中核地区に存在している。
ホーホザウアーラント郡全域は、地方ラジオ局「ラジオ・ザウアーラント」の放送地域であり、シュマレンベルク周辺のザウアーラントやエスローエでは 89.1 MHzで放送されている。また、シュマレンベルクで視聴可能な西部ドイツ放送 (WDR) のテレビ・ラジオ番組は、WDR-スタジオ・ジーゲンのものである。この放送局の地方オフィスはアルンスベルクにある。

### 公共機関

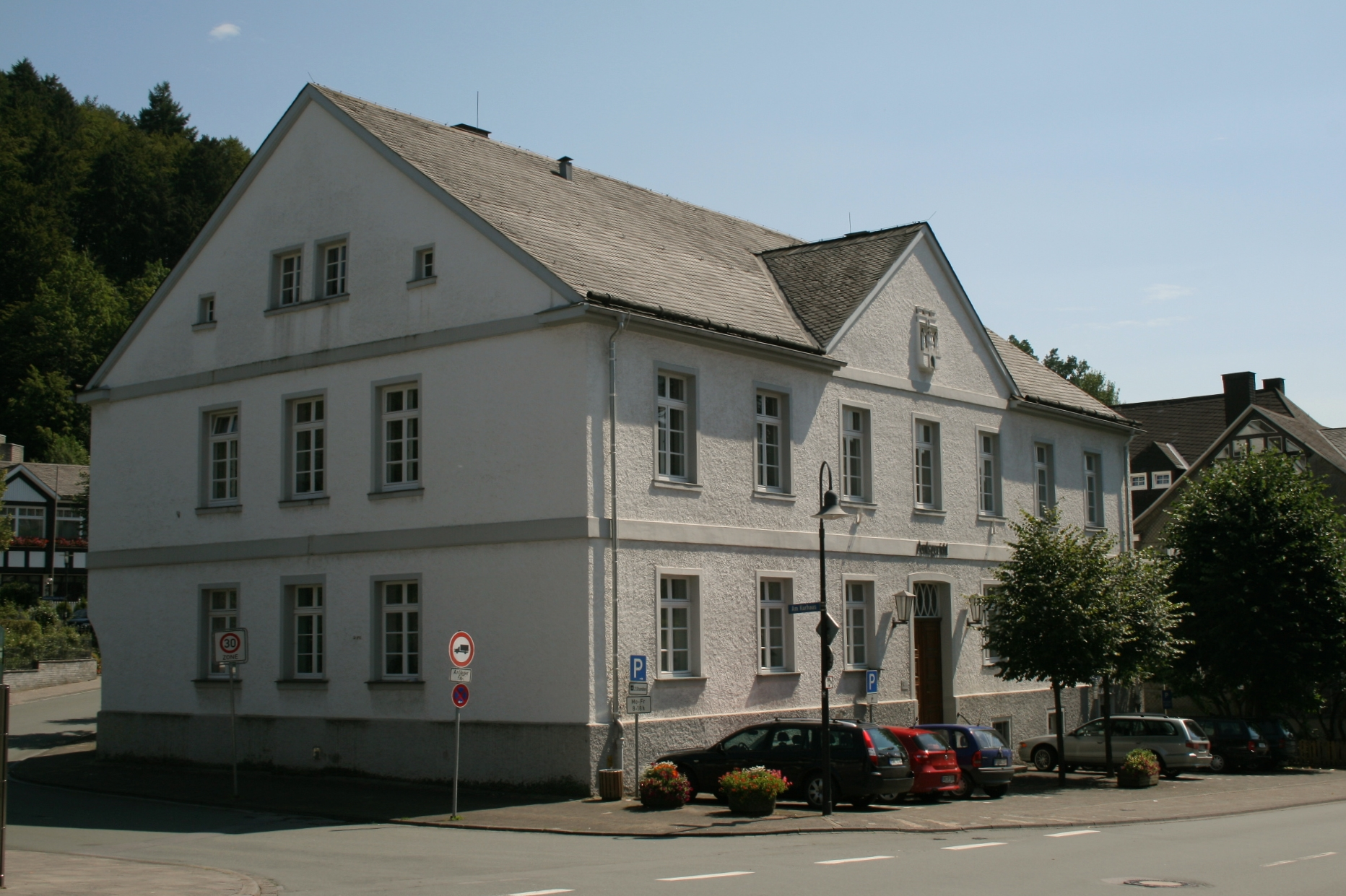
シュマレンベルク区裁判所

#### 官公庁と公益機関
シュマレンベルク区裁判所とシュマレンベルク警察署がバート・フレーデブルクにある。市庁舎、市立ホール（座席数 1,500、立ち見客であれば 2,500人を収容できる）、職業安定所、郵便局、観光客のためのクール・ウント・フライツァイト GmbH シュマレンベルク（保養、レジャー情報センター）がシュマレンベルクにある。本市には消防団があり、消防署（分署）が18か所ある。消防団は、2つの消防隊と16の消防班からなる。シュマレンベルク市は、シュマレンベルク市貯蓄銀行の運営者である。市貯蓄銀行とビッゲ＝レネ国民銀行 eG は、中核市区に本店を置いている。
- シュマレンベルク市立ホール
- シュマレンベルク貯蓄銀行
- ビッゲ＝レネ国民銀行

#### プール
バート・フレーデブルクのザウアーラントバート、シュマレンベルクのヴェレンフライバート、ベーデフェルト屋内プールの3つが、シュマレンベルクの公営プールである。

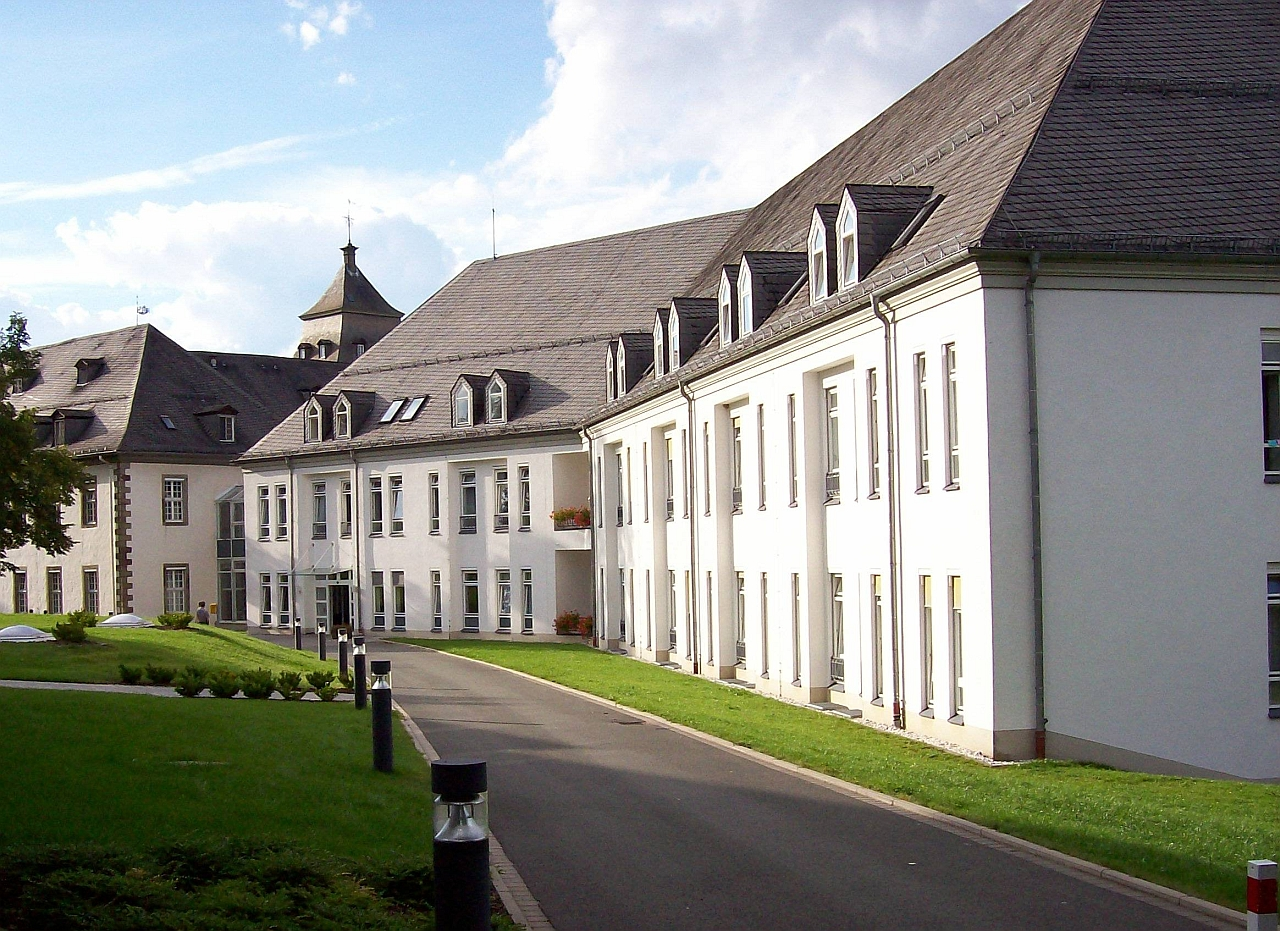
クロスター・グラーフシャフト専門病院

#### 病院、専門病院
バート・フレーデブルクの2つの専門病院の他に、ホルトハウゼンに子供病院が1院ある。肺の専門病院であるクロスター・グラーフシャフト専門病院はグラーフシャフト地区にある。

#### マルティンスヴェルク・ドルラー
マルティンスヴェルク・ドルラーは、青少年援助の運営者であり、ディアコニシェス・ヴェルクに属している。この組織は、1932年にドルラー福音主義青年の家から設立された。青年の家「マルティンスホーフ」は、創設者である聖職者フリーデル・ビルカーによって第二次世界大戦後に、再建、増築された。
1951年に聖ペトリ教会が完成した。同じ年にハイトホーフが設立された。その後、サン・ナザロ (ティチーノ州)の児童保養施設「ラ・フォンタネラ」（1953年）、「マルティン＝ルター＝ハウス」（1964年）、マリア＝マルタ住宅（1954年）、聖ミヒャエルスハールト住宅（1964年）、ヘドヴィヒ邸（1968年）の建設が続いた。子供村の計画は1969年に始まり、1972年に完成した。1985年にマルティンスシューレが開校し、1989年にトヴィスメッケがオープンした。1998年にベルクハウゼンとグライドルフの建物を入手した。
海外の活動は、1997年にアイスランドで始まり、続いてスコットランド、コルシカ島（2000年）、ルーマニア（2001年）と続いた。

#### 社会福祉機関 聖ゲオルク
社会福祉機関 聖ゲオルクは、ノルトライン＝ヴェストファーレン州の精神的障害者を援助する社会福祉サービス業者である。シュマレンベルクには、社会福祉機関 聖ゲオルク・ヴェストファーレン南部 gGmbHの本社と社会福祉機関 聖ゲオルク 建設および住宅 GmbH の中央事務所およびバート・フレーデブルク寄宿舎がある。さらにこの社会福祉機関は、ホームレスのための相談・カウンセリング施設や交流・活動のための集会所（タベア）を運営している。

### 教育と研究

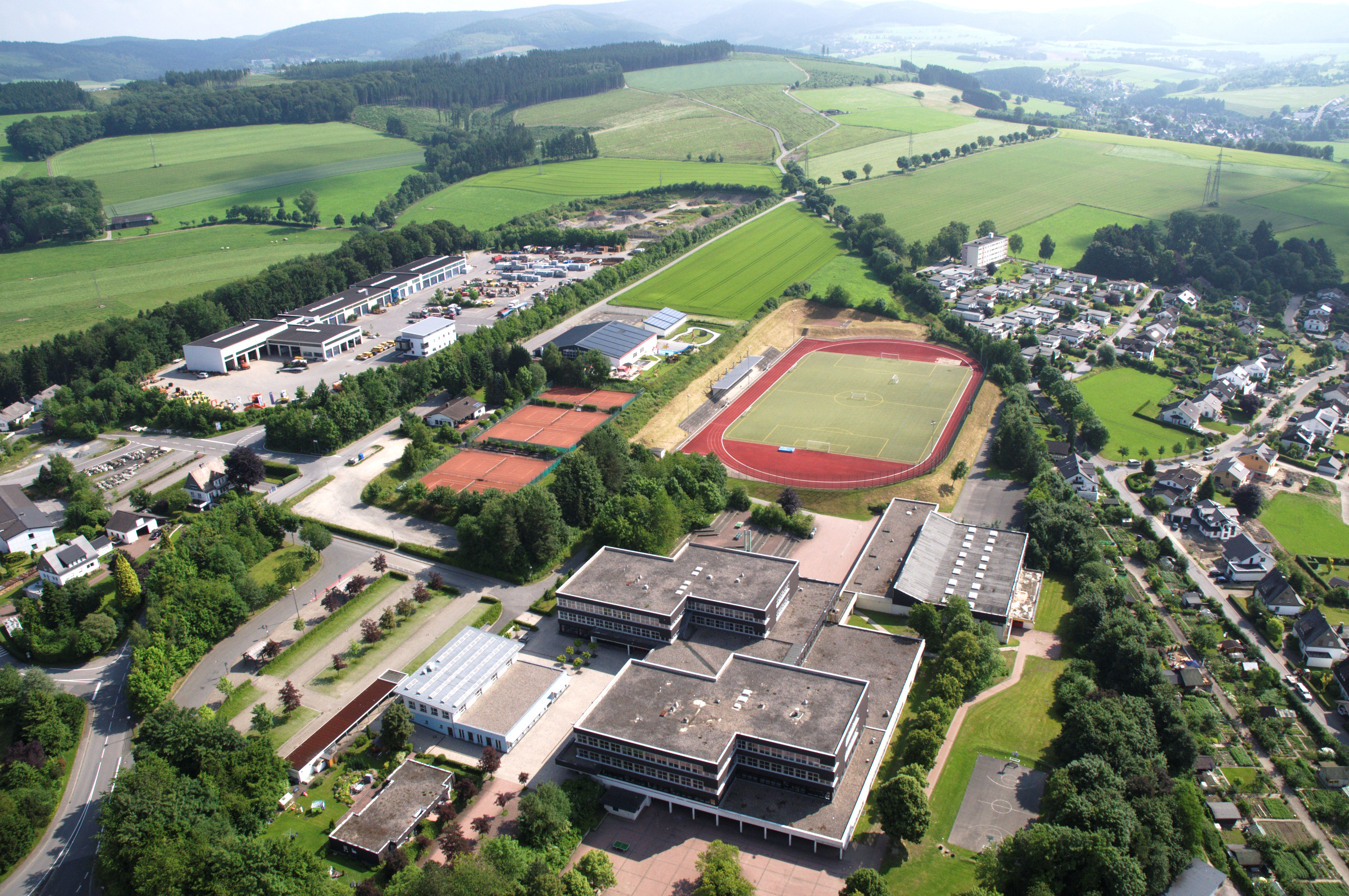
シュマレンベルク学校センター

#### 学校
シュマレンベルク市は、基礎課程学校6校（ベーデフェルト市立基礎過程学校、カトリック・バート・フレーデブルク基礎過程学校、カトリック・ベルクハウゼン基礎過程学校本校およびドルラー分校、カトリック・フレッケンベルク基礎過程学校、カトリック・オーバーキルヒェン基礎過程学校、カトリック・シュマレンベルク基礎過程学校本校およびグライドルフ分校）、シュマレンベルク市立本課程学校1校（クリスティーネ＝コッホ＝シューレ）、エーリヒ・ケストナー実科学校1校（バート・フレーデブルク）、シュマレンベルク市立ギムナジウム1校（シュマレンベルク中核市区）、養護学校1校（ドルラー）を有している。1950年代に中核市区に職業学校が建設され、ドイツ農民連合の農民大学が現在の南ヴェストファーレン音楽教育センター内に設けられた。両校は1960年代に別の場所に移転した。

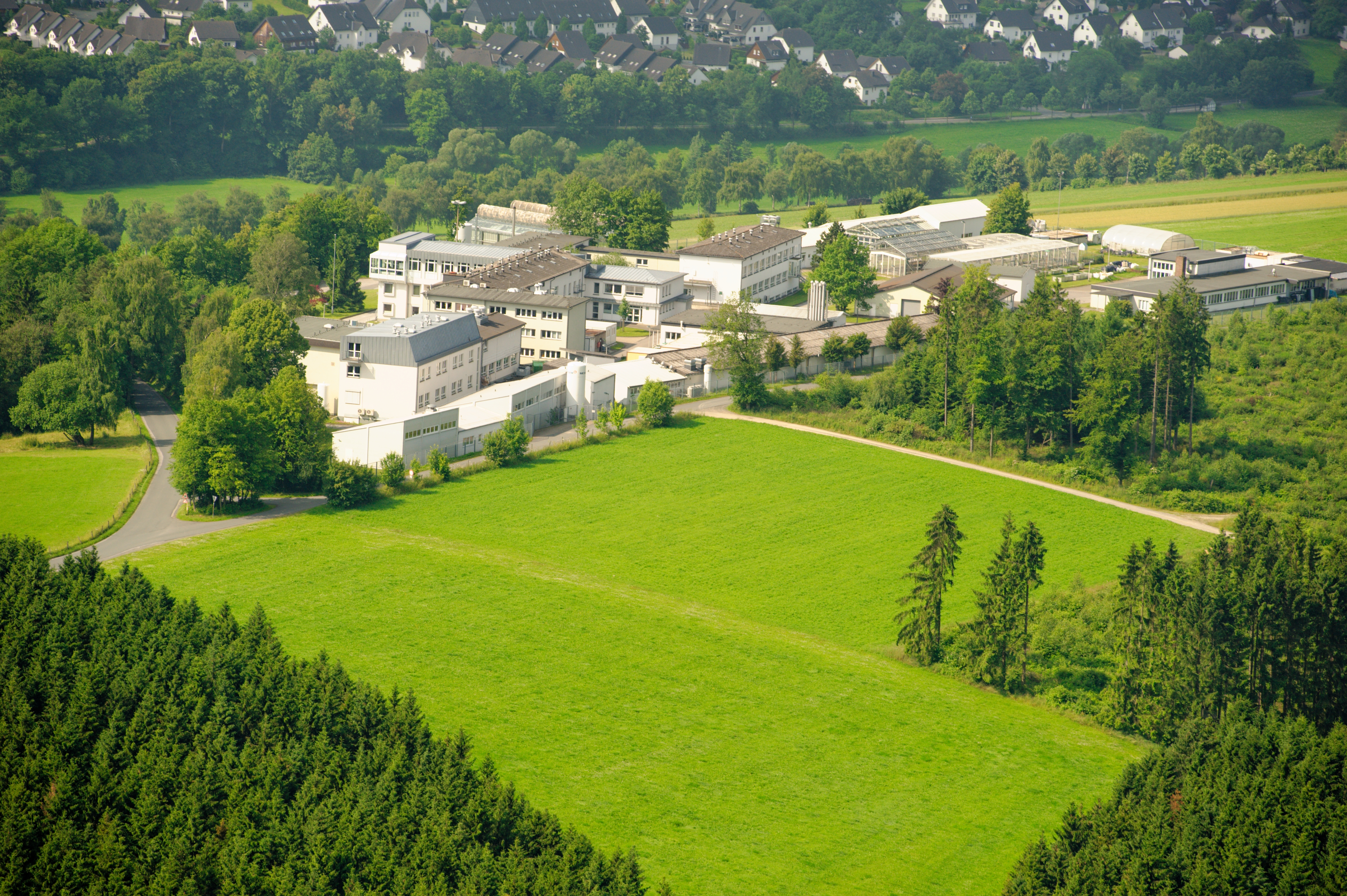
フラウンホーファー研究所

#### 分子生物学および応用生態学研究所
シュマレンベルクは1959年から分子生物学と応用生態学のためのフラウンホーファー研究所 (IME) の所在地である。ここではかつて、ラットの研究が行われていたため、地元民から冗談半分に「ラッテンブルク（ラットの城）」と呼ばれる。この研究所は「アンゲヴァンテ・エコロギー」地区にある。IMEの研究領域は、環境化学、環境シミュレーション、環境・食品分析、冷凍保存、生態学と生態毒物学、数学モデリング、リスク評価とリスク伝達である。官庁の委託に基づくプロジェクト活動や適切な助言によって、この研究所は環境政策決定に大きな影響力を有している。

## 人物

### 出身者
- フランツィシクス・ヘネマン（1882年 - 1951年）宣教師、司教。1933年から1949年までケープタウン司教を務めた。
- ユリアン・シャウエルテ（1988年 - ）サッカー選手

## 関連資料

### 書籍
- Alfred Bruns, Marita Völnicke, und Reinhold Weber: Bau- und Kunstdenkmäler der Stadt Schmallenberg. Band 2. Kirchen, Kapellen, Wegekreuze, Heiligenhäuser, Bildstöcke. F. W. Becker GmbH 2002
- Alfred Bruns: Schmallenberger Köpfe. Herausgegeben vom Schieferbergbaumuseum Schmallenberg-Holthausen. Schieferbergbaumuseum Schmallenberg-Holthausen 1985, (Veröffentlichungen des Schieferbergbaumuseums zur Landesgeschichte 6 (recte 7), ZDB-ID 2293376-1)
- Franz Arnold Dahm: Chronica Schmallenbergensis I (1787–1822), Schmallenberger Heimatblätter, 19. bis 24. Ausgabe, 1969–1970
- Dr. Clemens Dham: Chronica Schmallenbergensis II (1840–1858), Schmallenberger Heimatblätter, 25. bis 30. Ausgabe, 1971–1972
- Bruno Ermecke: Anfänge, Erst- und Früherwähnungen der Schmallenberger Ortsteile, Heimat- und Geschichtsverein Schmallenberger Sauerland (Hrsg.), 2013
- Friedrich Albert Groeteken: Geschichte der Pfarrei Stadt Schmallenberg., o. O. 1958
- Peter Ilisch: Das Geldwesen im südlichen Sauerland – Ein Beitrag der Stadtsparkasse zum 750jährigen Jubiläum der Stadt Schmallenberg, Stadtsparkasse Schmallenberg (Hrsg.), 1994
- Tobias A. Kemper: „…der allnoch anwachsenden bluenden jugend zum abscheulichen exempel…“. Kinderhexenprozesse in Oberkirchen (Herzogtum Westfalen). In: SüdWestfalen Archiv Jg. 4/2004. S. 115–136.
- Peter Kracht: Sauerland, Siegerland und Wittgensteiner Land, Münster, ISBN 3-402-05497-3, S. 200–203
- Jochen Krause: Zeichen am Wege, Schmallenberger Geschichten von Stadt und Land, Hrsg. Volksbank Schmallenberg, 1994
- Horst Müller: Ein Streifzug durch die geologische Vergangenheit der Stadt Schmallenberg, Geologisches Landesamt NW, Krefeld, aus Schmallenberger Heimatblätter 45./46. Ausgabe, 1976
- Karl Eugen Mummenhoff: Das Stadtbild von Schmallenberg, Schmallenberger Heimatblätter, 33./34 Ausgabe, 1973
- Stadt Schmallenberg (Hrsg.): Bürger und ihre Stadt, Westfalendruck, Dortmund 1964
- Stadt Schmallenberg (Hrsg.): Beiträge zur Geschichte der Stadt Schmallenberg 1244–1969. Schmallenberg 1969.
- Schützengesellschaft Schmallenberg 1820 e.V. (Hrsg.): Schmallenberger Heimatblätter, April 1965 (Erstausgabe) bis heute 2008.
- Heinz Stoob: Schmallenberg, Westfälischer Städteatlas, Historische Kommission für Westfalen, Verlag W. Grösschen, Dortmund 1975, ISBN 3-8087-0216-8
- Helga Tröster: Geschichte und Schicksal der Juden in Schmallenberg, Schmallenberger Heimatblätter, 55. Ausgabe, 1983–85
- Landesbildstelle Westfalen und der Literaturkommission für Westfalen, (Hrsg.) Bd. 1, Der Schmallenberger Dichterstreit 1956, Münster 2000
- Manfred Wolf: Die Anfänge der Stadt Schmallenberg, Schmallenberger Heimatblätter, 63. Ausgabe 1996/1997
- Schützengesellschaft Schmallenberg, Schützenbruderschaft Grafschaft (Hrsg.): Plattdeutsches Wörterbuch für Schmallenberg und Grafschaft, 160 Seiten, Druck: Stadt Schmallenberg, 2005

これらの文献は、翻訳元であるドイツ語版の参考文献として挙げられていたものであり、日本語版作成に際し直接参照してはおりません。

### ウェブ
- “Kommunalprofil Schmallenberg, Stadt” (PDF).   Information und Technik Nordrhein-Westfalen (IT.NRW) (2017年5月31日). 2018年5月13日閲覧。

### 訳注
1. ↑  ノルディック長距離スキー用の溝が切られたコース
2. ↑  福音主義教会系の奉仕グループ連合